# Công giáo tại Việt Nam
Công giáo tại Việt Nam là một bộ phận của Giáo hội Công giáo, dưới sự lãnh đạo tinh thần của các giám mục tại Việt Nam, hiệp thông với giáo hoàng. Với số tỉ lệ 7,21%  và số giáo dân trên 7,2 triệu người (2022), Việt Nam là quốc gia có tỉ lệ người Công giáo trong tổng dân số xếp thứ 5 ở châu Á (sau Đông Timor, Philippines, Liban và Hàn Quốc). Về số lượng người Công giáo, Việt Nam cũng đứng thứ 5 châu Á (sau Philippines, Ấn Độ, Trung Quốc và Indonesia). Công giáo Việt Nam từng được mệnh danh là "Trưởng nữ của Giáo hội tại Á châu".
Công giáo có mặt tại Việt Nam từ thế kỷ 15 và được thiết lập vững chắc bởi các thừa sai Dòng Tên Bồ Đào Nha và Ý vào đầu thế kỷ 17. Nền tảng truyền giáo do các tu sĩ Dòng Tên xây dựng được tiếp nối bởi Hội Thừa sai Paris Pháp và Dòng Đa Minh Tây Ban Nha. Các linh mục người Việt đầu tiên được thụ phong vào năm 1668. 2 giám mục người Việt tiên khởi là Gioan Baotixita Nguyễn Bá Tòng và Đa Minh Hồ Ngọc Cẩn được bổ nhiệm vào thập niên 1930. Năm 1960 chứng kiến sự hình thành Hàng Giáo phẩm Việt Nam. Hội đồng Giám mục Việt Nam thống nhất được thành lập năm 1980. Ngoài ra còn có tổ chức Ủy ban Đoàn kết Công giáo Việt Nam do chính phủ ủng hộ, được thành lập năm 1955 tại Việt Nam Dân chủ Cộng hòa.
Theo số liệu điều tra dân số chính thức của Nhà nước năm 2019, Công giáo là một trong những tôn giáo lớn nhất tại Việt Nam, với 5,9 triệu người, chiếm khoảng 44,6% tổng số người theo tôn giáo và chiếm 6,1% tổng dân số cả nước  . Theo thông tin từ trang Ban Tôn giáo Chính phủ Việt Nam, tính đến năm 2021, Công giáo tại Việt Nam có 47 Giám mục, hơn 6000 linh mục; khoảng 200 dòng tu, với hơn 31.000 nam nữ tu sĩ, trên 7 triệu tín hữu Công giáo, hơn 10.000 cơ sở thờ tự (tính đến năm 2010) thuộc về ba Giáo tỉnh là Hà Nội, Huế, và Sài Gòn. Theo thông tin từ Bản Tổng kết Tiền Thượng Hội đồng Giám mục công bố vào tháng 8 năm 2022, số giáo dân của tôn giáo này đạt mức 7.294.713 người, tỉ lệ 7,21% dân số Việt Nam.

## Tên gọi
Trong tiếng Việt, thuật ngữ Công giáo được dùng để dịch chữ καθολικος, catholicus hoặc catholique, với ý nghĩa đó là "đạo chung, đạo phổ quát" đón nhận mọi người, chứ không riêng cho dân tộc hay quốc gia nào. Các văn kiện tiếng Việt của Giáo hội hoặc Hội đồng Giám mục Việt Nam đều dùng chữ "Công giáo", Ban Tôn giáo Chính phủ Việt Nam cũng dùng chữ "Công giáo". Tuy nhiên, trong ngữ cảnh không chính thức thì "Công giáo" cũng được gọi là "Kitô Giáo" hay "đạo Thiên Chúa".
Ngoài ra, Giáo hội Công giáo (hoặc Hội Thánh Công giáo) mang tính chất thống nhất và chỉ có một trên toàn cầu, cộng đồng người Công giáo tại Việt Nam (hoặc các nơi khác) là một bộ phận của nó, gọi là "giáo hội địa phương". Giáo hội Công giáo không thành lập giáo hội riêng cho từng quốc gia, cho nên thuật ngữ "Giáo hội Công giáo Việt Nam" là không đúng vì gây hiểu nhầm về việc có một tổ chức Công giáo riêng tại Việt Nam.

## Lịch sử

### Thời kỳ hình thành (1533 – 1659)

#### Những tiếp xúc ban đầu
Cuối thế kỷ 16, đầu thế kỷ 17, Việt Nam đã bắt đầu giao thương với các nước phương Tây như Bồ Đào Nha, Hà Lan, Anh, Pháp và với Nhật Bản ở châu Á để trao đổi hàng hóa và vũ khí quân sự. Thời gian này, Công giáo cũng mở rộng truyền giáo đến khắp nơi trên thế giới, trong đó có miền Viễn Đông Á châu.
Bấy giờ là thời kỳ hoàng kim của 2 cường quốc Phục Hưng Bồ Đào Nha và Tây Ban Nha. Đều là những quốc gia Công giáo kỳ cựu, cả hai nước cạnh tranh nhau quyết liệt trong địa hạt kinh tế và tìm kiếm Vùng đất Mới hay Tân Thế giới. Các mâu thuẫn lớn đến mức, cả hai nước phải cùng xin Giáo hoàng làm trọng tài giải quyết. Do đó, Giáo hoàng Alexandre VI đã ban Sắc chỉ "Inter Caetera" ngày 4 tháng 5 năm 1493, phân chia theo hướng Đông Tây quả địa cầu cho hai vương quốc Bồ Đào Nha và Tây Ban Nha, theo đó vùng đất bờ phía Tây Phi Châu và vùng Đông Ấn, bao quát từ Ấn Độ, Xiêm La, Malacca, Sumatra, Java, Đại Việt, Trung Hoa và Nhật Bản, được đặt dưới chế độ bảo trợ của Bồ Đào Nha. Phần lại của thế giới mới được đặt dưới chế độ bảo trợ của Tây Ban Nha.
Do sự phân chia này, các thừa sai Bồ Đào Nha hay các quốc tịch khác đều phải tập trung, bị kiểm soát tại hải cảng Lisbõa để xuống tàu lên đường truyền giáo vùng Đông Ấn. Sử liệu Pháp ghi lại rằng vào năm 1516 có một nhà hàng hải Bồ Đào Nha tên là Fernao Perez de Andrade đã đến tận bờ biển Việt Nam. Trong bộ Khâm định Việt sử Thông giám Cương mục được Quốc sử quán triều Nguyễn soạn thảo dưới triều Tự Đức có nói đến chỉ dụ cấm đạo Công giáo (khi đó gọi là đạo Gia-tô, phiên âm từ chữ Giê-su trong tiếng Hán) chú thích như sau:
| “ | Gia-tô, dã lục, Lê Trang Tông, Nguyên Hoà nguyên niên, tam nguyệt nhật, Dương nhân I-nê-khu tiềm lai Nam Chân chi Ninh Cường, Quần Anh, Giao Thủy chi Trà Lũ âm dĩ Gia-tô tả đạo truyền giáo" (Quốc sử quán triều Nguyễn, Khâm Định Việt Sử Thông Giám Cương Mục, quyển XXXIII, tờ 5-6). Dịch nghĩa: "Đạo Gia-tô, theo bút ký của tư nhân, tháng 3 năm Nguyên Hoà thứ nhất (1533) đời Lê Trang Tông, có người Tây dương tên I-nê-khu, lén đến truyền đạo Gia-tô ở làng Ninh Cường và Quần Anh, huyện Nam Chân và làng Trà Lũ, huyện Giao Thủy". | ” |

Các làng trên lần lượt thuộc các huyện Trực Ninh, Hải Hậu và Xuân Trường, tỉnh Nam Định ngày nay. Tuy nhiên những chi tiết liên hệ tới I-nê-khu (có thể là phiên âm của Inácio trong tiếng Bồ Đào Nha, Ignacio hoặc Íñigo trong tiếng Tây Ban Nha) ngày nay không còn được ghi nhớ, và do đó không ai biết rõ về tông tích, cũng như về công cuộc truyền đạo của vị thừa sai thứ nhất này. Mặc dù vậy, với dấu tích đầu tiên trong tài liệu sử chính thống, nhiều nhà sử học Công giáo Việt Nam đã chọn năm 1533 là năm khởi đầu cho đạo Công giáo tại Việt Nam.
Theo linh mục Marcos Gispert, O.P., nhà sử học Dòng Anh Em Giảng Thuyết (thường gọi là Dòng Đa Minh) đã sống tại Việt Nam 34 năm, sau I-nê-khu còn một số nhà truyền giáo khác như:
- Linh mục Gaspar da Cruz, thuộc Tỉnh Dòng Thánh Giá Đông Ấn, vào năm 1550 từ Malacca đổ bộ lên Hà Tiên, và sau đó từ cửa biển Bà Rịa đi Quảng Đông.
- Hai linh mục Lopez và Acevedo: năm 1558 đã tới giảng vùng Cao Miên trong 10 năm.
- Hai linh mục Luis de Fonseca, O.P. (Bồ Đào Nha) và Grégoire de la Motte, O.P. (Pháp) cũng từ Malacca tới, suốt 6 năm đi truyền giáo tại Quảng Nam trong thời Chúa Nguyễn Hoàng (1580-1586).

Để thuận lợi hơn trong vấn đề truyền giáo, ngày 3 tháng 11 năm 1534, Giáo hoàng Phaolô III ban Sắc chỉ "Aequum Reputamus" thiết lập Giáo phận Goa (Hạt Đại diện Tông tòa Goa) khởi từ mũi Hảo Vọng (Nam Phi) đến Nhật Bản, bao gồm quốc gia Đại Việt. Ngày 4 tháng 2 năm 1557, Giáo hoàng Phaolô IV ký Sắc chỉ "Pro Exellenti Praeminentia" thiết lập Giáo phận Malacca, bao gồm lãnh thổ Indonesia, Malaysia, Xiêm, Cam Bốt, Chàm, Đại Việt, Trung Hoa và Nhật Bản. Năm 1558, giáo sĩ Jorge da Santa Lucia, Dòng Đa Minh Bồ Đào Nha, được phong Giám mục tiên khởi Giáo phận Malacca. Đến ngày 23 tháng 1 năm 1576, Giáo hoàng Grêgôriô XIII ban Sắc chỉ "Super Specula Militantis Ecclesiae", thành lập Giáo phận Macao, tách ra từ Giáo phận Malacca, gồm lãnh thổ Trung Hoa, Đại Việt và Nhật Bản.
Mặc dù cả hai giáo phận Malacca và Macao đều thuộc quyền bảo trợ của Bồ Đào Nha, tuy nhiên đã có rất nhiều nhà truyền giáo thuộc nhiều dòng tu và hội thừa sai khác đã đến Việt Nam. Năm 1596 thầy dòng người Tây Ban Nha tên là Don Diego d’Averte đã đặt chân đến Huế, nhưng bị đuổi đi ngay. Năm 1614 những nhà truyền giáo dòng Tên theo chân các thương nhân người Bồ Đào Nha từ Macao, qua phía nam Trung Hoa, để đến Việt Nam. Các bề trên Dòng Tên còn thành lập hẳn một tổ chức truyền giáo tại Đàng Trong (la Mission de Cochinchine) năm 1615.

#### Các cộng đoàn tiên khởi
Những nỗ lực truyền giáo đầu tiên đã không đạt được thành tựu thường trực. Sang thế kỷ 17, các vị thừa sai Dòng Tên thuộc nhiều quốc tịch dưới quy chế bảo trợ của Bồ Đào Nha đã thiết lập nền tảng Công giáo vững chắc tại Đại Việt. Giai đoạn này kéo dài từ năm 1615 tới năm 1659, vào cùng thời điểm lãnh thổ Việt Nam bị chia cắt thành hai miền, lấy sông Gianh làm ranh giới. Phía Nam gọi là Đàng Trong, do các chúa Nguyễn cai quản. Phía Bắc gọi là Đàng Ngoài do vua Lê, chúa Trịnh nắm quyền.
Các linh mục Dòng Tên theo chân Thánh Phanxicô Xaviê truyền giáo tại Nhật Bản từ năm 1549, bị Shogun Tokugawa Hidetada ra sắc lệnh trục xuất khỏi Nhật Bản năm 1614, đã tập trung tại Macao (được xem như một đầu cầu thành lập từ năm 1564). Từ kinh nghiệm truyền giáo ở Trung Quốc và Nhật Bản, các thừa sai rất quan tâm đến việc học ngôn ngữ, phong tục Việt Nam và giảng đạo bằng tiếng Việt. Các linh mục Dòng Tên ở lại Việt Nam cho tới năm 1788. Vắng bóng đi trong một thời gian 169 năm (1788-1957).
Ngày 18 tháng 1 năm 1615, hai linh mục Francesco Buzomi và Diogo Carvalho cùng các trợ sĩ đến Cửa Hàn, Đà Nẵng. Tiếp theo các linh mục khác như Francisco de Pina, Christoforo Borri, Alexandre de Rhodes, Girolamo Maiorica đều đến Đàng Trong trước. Năm 1626, linh mục Giuliano Baldinotti và tu huynh Julius Piani ra Đàng Ngoài tìm hiểu tình hình, được chúa Trịnh Tráng tiếp đãi nồng hậu. Ngày 19 tháng 3 năm 1627, hai linh mục de Rhodes và Pedro Marques cập bến Cửa Bạng, Thanh Hóa, khởi đầu công cuộc truyền giáo tại Đàng Ngoài. Vì nhu cầu học hỏi tiếng Việt (lúc đó mới chỉ được viết bằng chữ Nôm, ngoài việc chữ Hán được dùng làm văn tự chính thức), các giáo sĩ bắt đầu ghi lại âm tiết tiếng Việt dưới dạng chữ Latinh. Các giáo sĩ đã có gắng tổ chức giáo hội bằng cách tập trung khắp nơi những thanh thiếu niên và cả người đã đứng tuổi thiện chí, sống đời độc thân và cùng với các linh mục trong giáo xứ hay là trong các nơi xa xôi hẻo lánh để chia sẻ việc truyền đạo, nhất là chuyện dạy giáo lý cho dân chúng và cũng giúp nâng cao đời sống xã hội của người dân; họ được gọi là các Kẻ giảng và Thầy giảng.
Chữ Quốc ngữ được dùng để ghi âm tiếng Việt theo chữ cái Latinh nhưng song hành với đó, kho tàng văn chương Hán-Nôm Công giáo còn lớn hơn nữa. Chỉ riêng giáo sĩ Girolamo Maiorica, trong khoảng 1632-1656, đã viết 45 tác phẩm lớn nhỏ bằng chữ Nôm, nổi tiếng nhất là cuốn Các Thánh Truyện viết năm 1646. Nhiều tác phẩm bị hư hỏng và mất mát do thời gian, chiến tranh và bách hại tôn giáo.
Việc truyền đạo được vua chúa Việt Nam cho phép trong một số nơi với nhiều hạn chế của các quan lại địa phương, nên các tín đồ gặp nhiều khó khăn trong việc giữ đạo, có nơi phải bị giết chết như trường hợp thầy giảng Anrê Phú Yên ở Quảng Nam ngày 26 tháng 7 năm 1644. Ngày 3 tháng 7 năm 1645, linh mục Alexandre de Rhodes rời Việt Nam về Roma để báo cáo cho Tòa Thánh về những tiến triển mau chóng trong việc truyền đạo tại Việt Nam, nhất là xin gửi một số Giám mục đến truyền giáo tại Việt Nam, nơi mà ông gọi là "cánh đồng truyền giáo phì nhiêu" để củng cố nền móng cho Giáo hội tại nước này. Ông được Tòa Thánh cho phép đi khắp nước Pháp đi tìm kiếm những linh mục sẵn sàng xung phong và tiếp tục công việc đã khởi sự với nhiều thành quả tốt đẹp. Hai linh mục Pallu và de la Motte được bổ nhiệm làm giám mục và đặt làm Đại diện Tông tòa tới Viễn Đông năm 1658. Hội Thừa sai Paris (Missions Étrangères de Paris) được thành lập năm 1663 dưới thời Giáo hoàng Alexanđê VII.

### Thời kỳ phát triển (1659 – 1820)

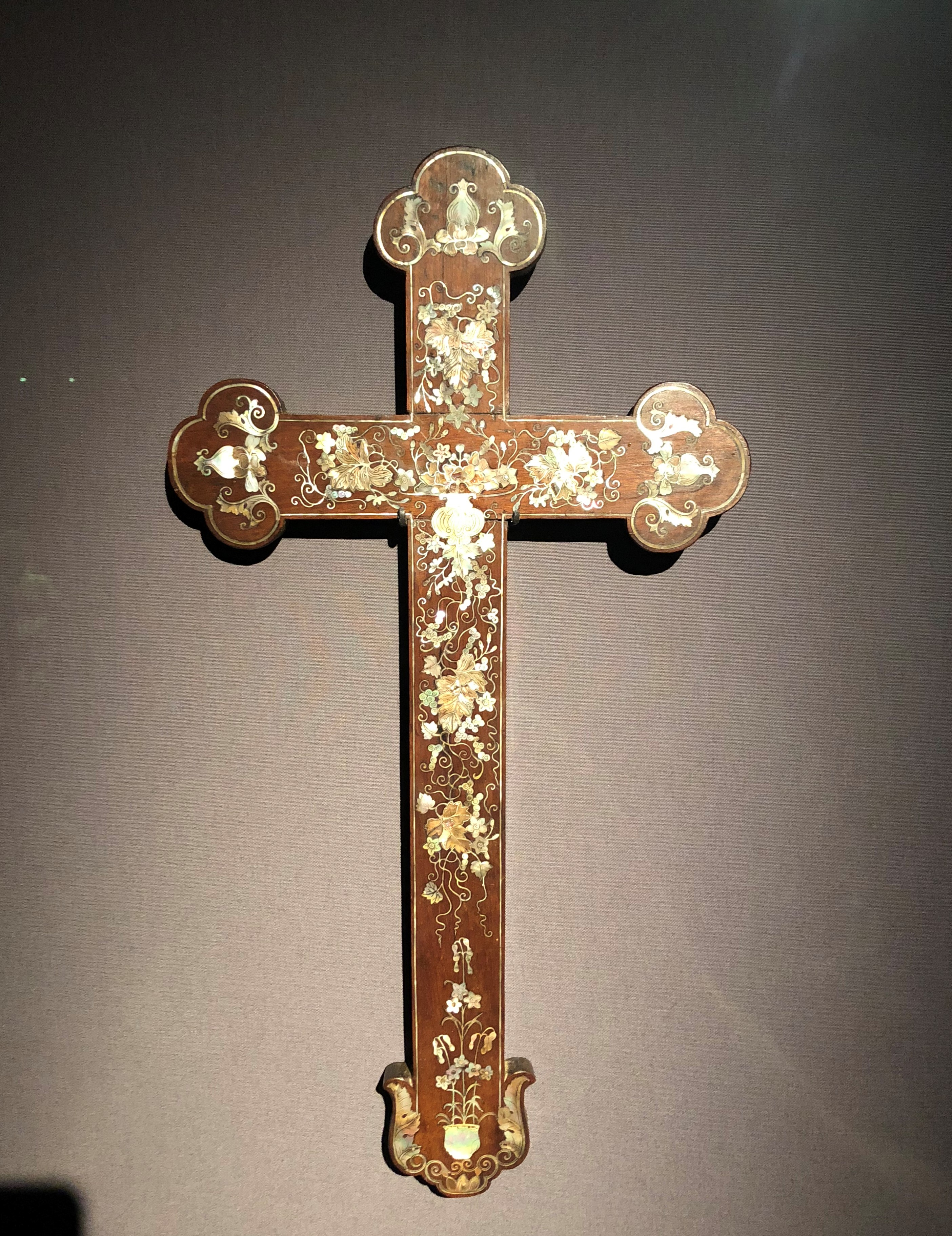
Thánh giá khảm xà cừ thế kỷ 19 theo nghệ thuật truyền thống Việt Nam.

Ngày 9 tháng 9 năm 1659, Giáo hoàng Alexanđê VII qua Sắc chỉ Super Cathedram quyết định thiết lập ở Việt Nam hai giáo phận tách ra từ giáo phận Macao, và chọn hai người thừa sai thuộc Hội Thừa sai Paris làm Đại diện Tông Tòa. Giáo phận Đàng Trong từ sông Gianh trở vào Nam do Giám mục Pierre Lambert de la Motte cai quản. Giáo phận Đàng Ngoài từ sông Gianh trở ra Bắc do Giám mục François Pallu cai quản.
Năm 1669, Lambert tới Phố Hiến (Hưng Yên) và đầu năm 1670, ông truyền chức linh mục cho 7 thầy, chủ toạ công đồng đầu tiên ở Phố Hiến, lập Dòng Mến Thánh Giá tại Kiên Lao (Bùi Chu) và Bái Vàng (Hà Tây).
Hội Thừa sai Paris có công lớn với giáo hội Việt Nam bằng cách:
- Đã triệu tập Hội nghị Mục vụ đầu tiên: ngày 14 tháng 2 năm 1670 tại Đình Hiến tỉnh Nam Định, Giám mục Lambert de la Motte đã quy định thể chế nhà Đức Chúa Trời (giáo hội), và thành lập Dòng Mến Thánh Giá, các chị em nữ tu là những cộng tác viên rất đắc lực của hàng giáo phẩm trong việc truyền đạo bên cạnh giáo dân, nhất là trong các vùng thôn quê.
- Đã xây dựng Đại chủng viện Penang (1870) để đào tạo các linh mục bản xứ châu Á và Việt Nam: các thánh linh mục tử đạo miền Nam đều xuất thân từ đây; và suốt ba thế kỷ đã gắn bó với giáo hội địa phương cho tới sáng ngày 12 tháng 8 năm 1975, ngày mà các vị thừa sai ngoại quốc sau cùng được lệnh ra khỏi Việt Nam.

Theo lời mời của Giám mục Phanxicô Pallu vì những đòi hỏi rất khẩn trương tại Việt Nam, số tín hữu tân tòng tiếp tục gia tăng, linh mục giám tỉnh Dòng Anh Em Giảng Thuyết là Felipe Pardo, O.P., từ Manila đã phái hai linh mục Juan de Santa Cruz và Juan Arjona đi lối Trung Linh (Bùi Chu) lên Phố Hiến (Hưng Yên) ngày 7 tháng 7 năm 1676. Nhưng sự bất hoà giữa các thừa sai Dòng Tên và các Giám mục thuộc Hội Thừa sai Paris, cùng với các sắc chỉ cấm đạo của vua chúa Việt Nam khi ấy khiến các vị thừa sai đã đi tìm một giải pháp mới, mà người ta cho rằng, đã tạo cơ hội người Pháp có điều kiện can thiệp và xâm chiếm Việt Nam bằng vũ lực sau này.
Năm 1679, Giáo hoàng Innôcentê XI lại chia giáo phận Đàng Ngoài thành hai giáo phận: Tây Đàng Ngoài (từ sông Hồng tới ranh giới Ai Lao) trao cho Hội Thừa sai Paris dưới quyền quản nhiệm của Giám mục Bourges, và Đông Đàng Ngoài (từ tả ngạn sông Hồng chạy ra biển), ban đầu cũng do Giám mục Deydier của Hội Thừa sai Paris phụ trách nhưng năm 1693, Giám mục Deydier qua đời, Giám mục De Bourges xin Tòa Thánh trao giáo phận này cho Dòng Đa Minh, vì từ 20 tháng 8 năm 1679 tất cả số nhân sự của dòng đó đã tập trung về đây.
Đồng thời, linh mục Tổng quyền Dòng Anh Em Giảng Thuyết sáp nhập các cơ sở truyền giáo của Hội Dòng tại miền Bắc hồi đó vào Tỉnh dòng Đức Mẹ Mân Côi tại Philippines. Từ Nhà Tổng quyền S. Sabina (tại Roma) cha Raimondo Lezoli, O.P., được Thánh bộ Truyền giáo đề cử sang tiếp tay với linh mục Juan de Santa Cruz (lúc đó đang ở Trung Linh), về sau Tòa Thánh yêu cầu ông chính thức lãnh trách nhiệm tất cả miền Đông. Ngày 2 tháng 2 năm 1702, tại Kẻ Sặt linh mục Raimondo Lezoli được thụ phong Giám mục tiên khởi của Dòng Đa Minh tại miền Bắc. Dòng Đa Minh tiếp tục có nhiều vai trò tại Đông Đàng Ngoài tới hơn 250 năm sau đó. Một trong những hạt giống mà Dòng Giảng Thuyết đã gieo sâu trong lòng dân tộc bản xứ là sự tôn sùng tràng hạt Đức Mẹ Mân Côi vẫn còn tồn tại cho tới ngày nay. Tại Nam Bộ, người Công giáo cũng sớm hiện diện và góp phần làm nên khuôn mặt vùng đất mới này.
Các thừa sai tại Việt Nam trong hai thế kỷ 17, 18 là những người thuộc Dòng Tên, Hội Thừa sai Paris, Dòng Đa Minh, Dòng Âu Tinh Chân đất, Dòng Phan Sinh, hoặc do Bộ Truyền bá Đức Tin trực tiếp phái tới. Tới cuối thế kỷ 18, Công giáo đã trở thành một phần vững chãi trong khung cảnh tâm linh và xã hội Việt Nam, đặc biệt là tại Đàng Ngoài. Chính quyền Đàng Trong thì dùng nhiều giáo sĩ phương Tây vì tài năng khoa học của họ.
Giám mục Pigneau de Béhaine, quen gọi là Bá Đa Lộc, Đại diện Tông tòa Đàng Trong (1771-1799), đã hết lòng giúp đỡ Nguyễn Phúc Ánh, khi ông đang bị khốn đốn bởi cuộc vây hãm của quân Tây Sơn. Giám mục này đã đưa hoàng tử Nguyễn Phúc Cảnh (lúc bấy giờ mới lên 4 tuổi) sang Pháp và vận động người Pháp giúp đỡ tàu chiến, vũ khí để Nguyễn Phúc Ánh chống Tây Sơn và chúa Trịnh.
Tâm định của các vị thừa sai và của Giám mục Bá Đa Lộc là muốn cho người Công giáo Việt Nam được an thân giữ đạo và đạo Chúa được mở rộng. Ông đã nuôi dạy Hoàng tử Cảnh ở dinh Tân Xá. Sau khi ở Pháp về năm 1789, hoàng tử Cảnh không chịu làm lễ bái trước bàn thờ chư vị tiên đế khiến Gia Long rất bực tức. Bá Đa Lộc cũng đã khuyên hoàng tử Cảnh phải tôn trọng tục lệ thờ kính ông bà và lễ bái trước bàn thờ chư vị tiên đế. Đây cũng là một trong những nguyên nhân sâu xa khiến vua Gia Long không chọn hoàng tôn Đán mà lại chọn người con thứ là hoàng tử Đảm sau này.
Bá Đa Lộc chết ngày 9 tháng 10 năm 1799 và hoàng tử Cảnh chết năm 1801, hi vọng của người Công giáo Việt Nam về một thời kì tự do truyền đạo trở nên mờ nhạt. Năm 1802, Nguyễn Phúc Ánh lên ngôi vua, lấy hiệu là Gia Long, triều đại đầu tiên của nhà Nguyễn đóng đô ở Phú Xuân, Huế. Nhớ ơn Giám mục Bá Đa Lộc, Gia Long cho phép tự do truyền bá đạo Công giáo. Thời kỳ này, Giáo hội Công giáo Việt Nam có 3 giáo phận như sau:
- Giáo phận Đông Đàng Ngoài: 140.000 tín hữu, 41 linh mục Việt Nam, 4 linh mục thừa sai và 1 giám mục.
- Giáo phận Tây Đàng Ngoài: 120.000 tín hữu, 65 linh mục Việt Nam, 46 linh mục thừa sai và 1 giám mục.
- Giáo phận Đàng Trong: 60.000 tín hữu, 15 linh mục Việt Nam, 5 linh mục thừa sai và 1 giám mục.

Một số người nhận định rằng nhà vua có thiện cảm với đạo nhưng không muốn theo đạo vì thấy luật lệ đạo quá nghiêm khắc đối với tục đa thê và việc thờ cúng tổ tiên. Ông nói: "Đạo Thiên Chúa rất hợp với đạo lý nhưng quá nghiêm khắc với tục đa thê. Đối với ta, không thể chỉ lấy một vợ, mặc dù ta thấy là trị cả nước còn dễ dàng và ít mệt mỏi hơn là giữ cho gia đình ta được yên ấm".

Tuy nhiên, cũng có ý kiến cho rằng, vua Gia Long không có thiện cảm với Công giáo, và chủ trương hạn chế sự phát triển của tôn giáo này trong thời kỳ mà mình cai trị. Chỉ dụ năm Gia Long thứ 3 (1804) về chấn chỉnh các hoạt động tôn giáo có ghi:
...Từ nay về sau, dân gian người nào có bệnh tật, chỉ được mời thầy chữa thuốc, không được nghe nhảm những việc yêu tà, cầu cúng càn dở, thấy phù thủy, kẻ đồng cốt, không được thờ phụng đèn hương, để trừ tà, chữa bệnh cho người. Nếu còn quen giữ thói cũ, tất phải trị tội nặng. Lại như Gia tô là giáo phái ở phương xa, lưu hành vào trong nước, đặt ra tên địa ngục quỷ quái, nêu ra thuyết thiên đường thần kỳ, dần dần kẻ ngu phu, ngu phụ theo đuổi điên cuồng, tiêm nhiễm thành thói mà mà không biết. Từ nay, phàm các xã dân có nhà thờ Gia tô đổ nát, phải làm đơn trình lên quan ở trấn mới được sửa chữa. Còn làm nhà thờ mới đều cấm. Nếu quen giữ thói làng, can phạm phép nước, khi phát giác ra, xã trưởng phải lưu đày châu xa, còn dân làng ai tội nặng thì sung cấp làm phu sai dịch, ai tội nhẹ thì phân biệt phạt tội xuy tội trượng.
Với nhân số năm 1802 là 320.000 người, số tín hữu Công giáo chiếm khoảng 3% dân số cả nước.

### Thời kỳ thử thách (1820 – 1885)

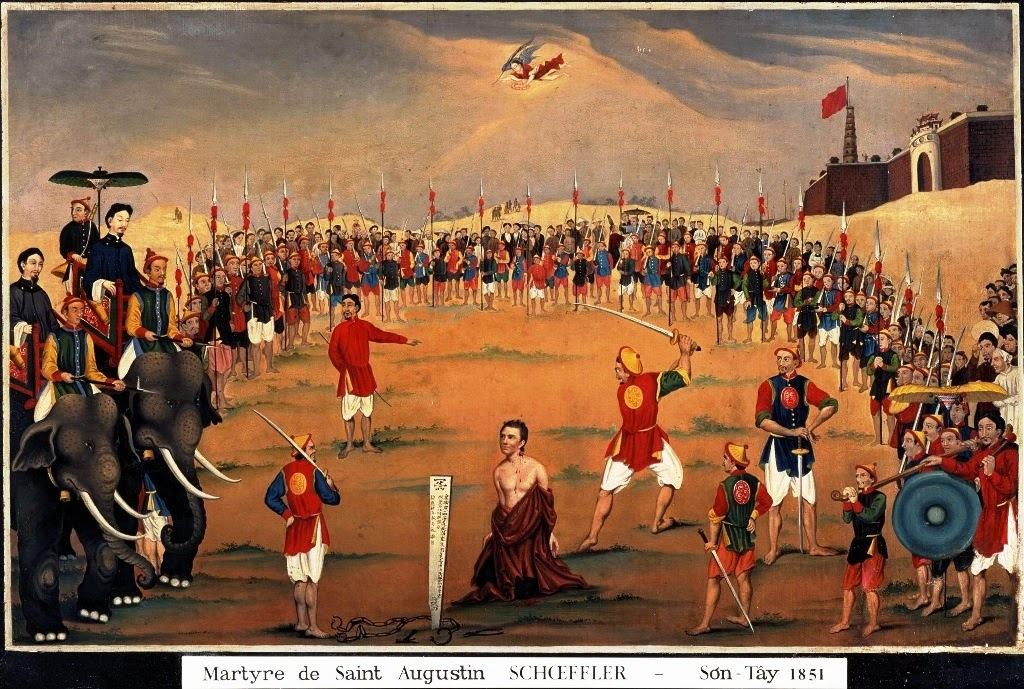
Tranh vẽ cuộc tử đạo của nhà truyền giáo Augustin Schoeffler tại Sơn Tây năm 1851.

Thời kỳ này gồm hai giai đoạn: giai đoạn đầu do Nhà Nguyễn cấm đạo và giai đoạn sau do phong trào Văn Thân tàn sát người Công giáo. Vua Minh Mạng (cai trị từ 1820 tới 1841) bắt đầu thực hiện các chính sách cấm đạo khắc nghiệt. Pháp mở đầu xâm lược Việt Nam năm 1858, và chiếm ba tỉnh miền Đông Nam Kỳ theo Hòa ước Nhâm Tuất 1862. Với Hiệp ước này, Nhà Nguyễn cũng công nhận quyền tự do tôn giáo. Tuy nhiên từ sau Hiệp ước này, phong trào Văn Thân của các nho sĩ với khẩu hiệu "bình Tây sát Tả" nổi lên tàn sát người Công giáo vì cho rằng nhóm này là cộng tác với thực dân Pháp, đặc biệt vào những năm 1867-1868, 1873-1874 và 1883-1885.
Năm 1844, Giáo hoàng Grêgôriô XVI chia giáo phận Đàng Trong thành hai giáo phận mới: Tây Đàng Trong (trung tâm là Sài Gòn) gồm sáu tỉnh Nam Kỳ và Cao Miên do Giám mục Dominique Lefèbvre Ngãi cai quản, Đông Đàng Trong (trung tâm là Quy Nhơn) do Giám mục E.T. Cuénot Thể cai quản.
Năm 1846, giáo phận Tây Đàng Ngoài được chia làm hai: Tây Đàng Ngoài (trung tâm là Hà Nội) do Giám mục P.A. Retord Liêu cai quản và Nam Đàng Ngoài (trung tâm là Vinh) do Giám mục Gauthier Hậu cai quản.
Năm 1848, giáo phận Đông Đàng Ngoài lại chia thành Đông Đàng Ngoài (trung tâm là Hải Phòng) và Trung Đàng Ngoài (trung tâm là Bùi Chu). Cũng trong năm này, Tự Đức lên ngôi vua và ra dụ cấm đạo, cũng vì sự cấm đạo tàn nhẫn này dẫn tới thực dân Pháp lấy làm cớ xâm chiếm Việt Nam. Sách Việt Nam sử lược có chép:
| “ | Việc cấm đạo thì từ năm mậu thân (1848) là năm Tự Đức nguyên niên, vua Dực Tông mới lên ngôi, đã có dụ cấm đạo. Lần ấy trong dụ nói rằng những người ngoại quốc vào giảng đạo, thì phải tội chết, những người đạo trưởng ở trong nước mà không chịu bỏ đạo, thì phải khắc chữ vào mặt, rồi phải đày đi ở chỗ nước độc. Còn những ngu dân thì các quan phải ngăn cấm, đừng để cho đi theo đạo mà bỏ sự thờ cúng cha ông, chứ đừng có giết hại ... Đến năm tân hợi (1851) là năm Tự Đức thứ 4, lại có dụ ra cấm đạo. Lần này, cấm nghiệt hơn lần trước, và có mấy người giáo sĩ ngoại quốc phải giết. | ” |

Ba năm sau đó, năm 1851, sự khoan dung này dành cho các linh mục bản xứ đột nhiên bị bãi bỏ. Từ đó dụ cấm đạo càng khắt khe hơn trước. Trong năm đó và năm kế tiếp, bốn vị giáo sĩ truyền đạo người Pháp đã bị chém đầu và thi thể bị ném trôi sông hay ra biển. Báo chí Công giáo tại Pháp kêu la trong sự kinh hoàng, và sự khích động đã thu nhận được một cảm tình nơi Hoàng Hậu Pháp Eugenie, nhất là khi trong số các nạn nhân sau này có tên một vị tu sĩ Tây Ban Nha mà khi còn là thiếu nữ, hoàng hậu này có quen biết tại Andalusia.

Phó đô đốc Bonard, tổng chỉ huy quân đội viễn chinh Pháp ở Nam kỳ, trong một bức thư gửi cho hầu tước Chasseloup Laubat, Bộ trưởng Hải quân và thuộc địa đã mô tả tình hình phức tạp hơn về mâu thuẫn của Công giáo Việt Nam và triều đình trước khi nổ ra Chiến tranh Pháp–Đại Nam:
Chiến tranh Nam kỳ, không ai có thể chối cãi, sinh ra phần lớn là do những yêu cầu của các thừa sai Pháp và Tây Ban Nha, họ than phiền về những đàn áp bất chính của phía Chính phủ Huế mà họ phải chịu. Nhưng sau đây là cách qui định và tinh thần của những giáo sĩ ấy. Nam kỳ được chia thành hai giáo khu, mỗi giáo khu có một vị giám mục điều khiển; có lẽ, tôi không biết, cả hai giám mục đó đều nhận một sự lãnh đạo chung của Hội trung ương tại châu Âu, nhưng trong giáo khu mình, mỗi người gần như cứ làm điều gì mình muốn và giữ bo bo không cho người bên cạnh can dự tí nào trong địa hạt mênh mông mà mình được coi như là người lãnh đạo tinh thần.
Ai cũng ôm ấp ý tưởng trở lại thời kỳ mà giám mục Bá Đa Lộc là vua thực sự của xứ An Nam, thời kỳ mà mọi việc chỉ được làm theo lời khuyên của ông ta hoặc được ông ta đồng ý. Để đạt mục đích ấy, đây là vài cách họ đã dùng đến: vị nào cho rằng các Vua nối ngôi Gia Long đã không tuân ý mình một cách đầy đủ, thì vị ấy phủ nhận tính chính thống của các Vua đó và tìm cách đưa ra một ứng viên chịu dâng cho họ, khi lật được triều đình đương kim, nhiều bảo đảm hơn để đạt đến các mục đích của họ.
Cái cớ mà một số giáo sĩ trong các thừa sai đưa ra để tố cáo triều đại này tiếm ngôi là Gia Long đã chỉ định người con thứ của mình lên nối ngôi, chứ không phải người con trưởng. Các thừa sai Pháp ở Nam kỳ theo ý kiến này và liên kết với phe của người con cả của vua Gia Long. Các thừa sai ở xứ An Nam gần Huế, vùng giữa Bắc kỳ và Nam kỳ, lại đi xa hơn khi phủ nhận tính chính thống của dòng họ đang trị vì: họ cho rằng chính Gia Long là kẻ cướp ngôi và họ tìm một hậu duệ của Triều Lê mà các ông vua chỉ là vua làm vì và đã bị soán ngôi bởi một trong các vị đại thần trong triều. Tôi tin rằng các giáo sĩ dòng Đa Minh Tây Ban Nha, hăng hái và quá khích hơn những thừa sai Pháp, đã ngã theo phe này.
Một người không biết có phải thật sự là con cháu nhà Lê hay không đã được nhận vào các tu viện ở Trung Quốc; sau khi hành hạ y đủ điều khổ nhục, đến độ bắt y làm kẻ gác cổng tu viện, các giáo sĩ cực đoan này biến y thành một ứng viên của ngôi vua, và tin chắc rằng một khi ý đồ thành tựu thì họ vẫn giữ được nguyên vẹn ảnh hưởng đối với y.

Năm 1850, Tòa Thánh lại chia địa phận Tây Đàng Trong thành hai: Tây Đàng Trong (các tỉnh Biên Hòa, Gia Định, Định Tường, Vĩnh Long) do Giám mục Lefèbvre cai quản và Nam Vang (phần đất các tỉnh phía nam Hậu Giang của Việt Nam và cả nước Cao Miên) do Giám mục J.C. Miche Mịch cai quản. Giáo phận Đông Đàng Trong cũng chia thành hai: Bắc Đàng Trong là Huế (gồm Nam Quảng Bình, Quảng Trị, và Thừa Thiên Huế) do Giám mục F.M. Pellerin Phan cai quản và Đông Đàng Trong gồm các tỉnh từ Quảng Nam vào đến Bình Thuận và các tỉnh Tây Nguyên do Giám mục Cuénot Thể cai quản.
Giai đoạn Pháp xâm chiếm Đại Nam
Năm 1856, chiến thuyền Catinat vào cửa Đà Nẵng rồi cho người đem thư lên trách triều đình Việt Nam về việc giết giáo sĩ Công giáo. Không được trả lời, quân Pháp bắn phá các đồn lũy rồi bỏ đi. Có Giám mục Pellerin trốn được lên tàu, về Pháp thuật lại cho triều đình Pháp cảnh tượng các giáo sĩ Công giáo bị đàn áp dã man ở Việt Nam. Cùng sự tác động của Hoàng hậu Pháp Eugénie, một người rất sùng đạo, Hoàng đế Pháp Napoléon III (1808 - 1873) quyết ý đánh Việt Nam. Năm 1857, giám mục Pellerin và linh mục Huc đến Paris và được Napoleon tiếp kiến. Napoleon III giao nhiệm vụ cụ thể cho đô đốc Rigoult de Genouilly để thực hiện cuộc bảo hộ của Pháp trên Việt Nam. Tháng 9 năm 1858, Pháp tấn công Đà Nẵng, quân đội viễn chinh Pháp đã không nhận được sự hỗ trợ của giáo dân như Giám mục Pellerin đã hứa (hiện chưa rõ quy mô của giáo dân Đà Nẵng năm 1858). Có ý kiến cho rằng đây là lần duy nhất có sự tham dự của giáo sĩ Công giáo vận động Pháp chiếm Việt Nam, cho thấy giáo dân dù bị chính quyền tàn sát nhưng không quay lưng lại với đất nước. Tuy vậy, sau khi Pháp chiếm 3 tỉnh miền Đông Nam kỳ, một số người cho rằng, quan chức triều đình và giới Văn Thân với đầu óc kỳ thị tôn giáo và quan niệm sai lạc đã không hiểu biết về tư tưởng trung quân, ái quốc của người Công giáo.

Khác với quan điểm trên, bức thư do đô đốc François Page gửi cho bộ trưởng hải quân cuối năm 1859, cho thấy rằng quân đội viễn chinh Pháp đã có được sự hỗ trợ đáng kể từ đội ngũ giáo dân trước khi phong trào Văn Thân nổ ra:
| “ | Để giữ gìn an ninh trật tự tại Sài Gòn, tôi đã phải thiết lập một tòa thị chính. Ngạc nhiên biết bao khi ngày hôm sau, các giáo sĩ đã tới gặp tôi và tuyên bố rằng giáo dân An Nam không thể tuân phục một chính quyền ngoại đạo. Chính những “từ” mà họ dùng. Sao, không tuân phục, kể cả đối với cơ quan cảnh sát của thành phố? Nhằm ngăn chặn bọn trộm cắp lưu manh và bọn phiêu lãng cướp bóc thành phố hay sao? Và tôi lấy làm xấu hổ mà phải thú nhận với ngài Bộ trưởng rằng những nguyên lý ấy được các giáo sĩ thuyết giảng công khai! Thực tình tôi không muốn nói thêm những chi tiết khác, do những người nhất thời có địa vị to lớn trong nước khẳng định với tôi. Tôi chỉ muốn tin khi nào tôi được đích thị chứng kiến. Ngoài ra không một người công giáo Việt Nam nào là không xin được đăng lính dưới lá cờ của chúng ta. Ông vua ngoại đạo của Nam kỳ không phải vua của họ! Bây giờ thì ngài Bộ trưởng đã hiểu vì sao cả nhà vua, lẫn các quan lại, đều coi các giáo sĩ Kitô như những kẻ thù… | ” |

Năm 1861, tại Bắc Kỳ nổ ra cuộc nổi dậy do một người Công giáo là Tạ Văn Phụng lãnh đạo. Lê Duy Minh tên thật là Tạ Văn Phụng, trước đã từng tham gia trong lực lượng Pháp tiến đánh Nam Kỳ. Đầu năm 1862, ông mạo xưng là Lê Duy Minh, con cháu nhà Lê để nổi dậy chống lại triều đình, nổi lên cướp phá ở vùng ven biển gây thêm khó khăn cho triều Nguyễn. Theo nhà nghiên cứu Đào Duy Anh thì Lê Duy Phụng hành động theo lệnh Pháp vì khi đó Pháp đang xâm chiếm Nam Kỳ. Cuộc nổi dậy đã được các nhóm nổi dậy khác ở khắp Bắc Kỳ như Hải Dương, Bắc Ninh, Sơn Tây, Thái Nguyên, Tuyên Quang, Thanh Hoá, Nghệ An và hải tặc ngoài biển ủng hộ. Theo sử gia Trần Trọng Kim thì cuộc nổi dậy này là một trong số nguyên nhân chính đã làm cho vua Tự Đức phải vội vã sai Phan Thanh Giản và Lâm Duy Hiệp vào Gia Định giảng hòa với thực dân Pháp.
Theo hòa ước với Pháp năm 1862, nhà Nguyễn bỏ việc cấm đạo Công giáo. Năm 1864, để phản ứng lại âm mưu giết hại người Công giáo của giới Văn Thân ở Huế, vua Tự Đức hạ dụ:
| “ | Trẫm là phụ mẫu của dân, Trẫm nỡ nào sát hại những người dân, người con trong nước. Có những quan yêu cầu giết sạch dân Công giáo, nhưng Trẫm không thể chấp nhận một biện pháp như vậy. Trẫm đã dùng một biện pháp nghiêm nhặt nhưng vừa phải, là biện pháp phân sáp dân Công giáo. Như thế dân chúng biết lòng Trẫm độ lượng đến mực nào [...] Phần các người Công giáo, trẫm nhận rằng: Công giáo ở vào một tình thế đau đớn, nhưng dù sao sự trung thành của Công giáo đối với đạo và luật nước làm trẫm hết sức khâm phục. Trong cách đối xử, trẫm sẽ không phân biệt lương hay giáo. Nếu Công giáo còn giữ một mối thù, tức nhiên Công giáo không theo lệnh vua. Công giáo sẽ là phiến loạn, đã là phiến loạn thì còn gì là Công giáo? | ” |

Phan Phát Huồn nhận định rằng dù sắc dụ trên có điều sai lạc nhưng Tự Đức đã công nhận sự trung thành và bị vu oan của người Công giáo. Năm 1869, Tự Đức ra hai sắc dụ bảo vệ người Công giáo: cho phép người Công giáo được tập hợp thành làng, có lý trưởng Công giáo, và cấm người lương nhục mạ và quấy rầy lễ nghi của người Công giáo. Tuy vậy đối với nhiều người, Tự Đức không còn đủ uy tín, và phong trào Văn Thân chống đối ông bắt đầu nổi lên tàn sát người Công giáo.

Sau khi hòa ước Nhâm Tuất 1862 được ký kết, chiến lược của các giáo sĩ công giáo 3 miền cũng có sự phân hóa rõ rệt. Phó đô đốc Bonard, trong bức thư của mình năm 1862 đã mô tả về điều này như sau:
Trong tình hình hiện nay, và theo lối nói cùng việc làm của các loại thừa sai khác nhau đó, tôi thấy hình như phần lớn những thừa sai Pháp ở vùng Nam kỳ thuộc Pháp có chiều hướng từ bỏ tham vọng chính trị và hy vọng rằng ảnh hưởng của sự chiếm đóng, hay của sự chiếm hữu, của chúng ta dù không đem lại cho họ uy quyền tuyệt đối của giám mục Bá Đa Lộc, thì cũng cho phép họ thực hiện một ưu thế khá lớn mà hình như hiện nay họ đã bằng lòng. Vì thế, với sự cương quyết, với sự thận trọng, chúng ta có thể hy vọng buộc họ phải dừng lại trong giới hạn hợp lý của ảnh hưởng mà họ mong muốn.
Những thừa sai ở vùng gần Huế không chịu chấp nhận giải pháp hòa giải; một vài người tán thành yếu ớt, nhưng đa số qua lời nói và hành động đã cho thấy họ không bỏ các ý nghĩ cực đoan: vị giám mục và vài cộng tác viên thông minh nhất của ông chịu nghe lời khuyên của tôi là đừng nên hấp tấp, họ đang còn ở Nam kỳ và hứa sẽ hành động cẩn trọng khi họ trở về giáo khu sau khi hòa bình đã vững chắc.
Nhưng các phần tử hăng tiết đã rời Nam kỳ cùng với những tên cướp thực sự, làm dấu Thánh giá khi ra đi: có thể từ đó phát sinh những khó khăn trầm trọng, nếu chúng ta không hành động hết sức thận trọng trong việc che chở mà chắc chắn họ sẽ kêu cứu, với tư cách là dân Pháp hoặc tín đồ Gia Tô, khi họ dính líu vào các âm mưu chính trị, bất kể mọi lời can gián của tôi.
Còn các giáo sĩ Dòng Đa Minh Tây Ban Nha, thường chiếm cứ miền cao ở Bắc kỳ, họ còn bất trị hơn nữa: hăng tiết và cuồng tín đến cực độ, một phần khá đông trong số họ xuất thân từ các băng du kích hoặc thuộc đảng của Carlos mới rời Tây Ban Nha, họ sẵn sàng mang gươm và súng với dấu Thánh giá, và đã dốc toàn tâm toàn lực vào các cuộc nổi loạn gây tai họa cho xứ Bắc kỳ.
Tôi nghĩ rằng những khó khăn mà họ gây ra cho Chính phủ của Nữ hoàng Gia Tô giáo (Tây Ban Nha) buộc rằng Hiệp ước được Pháp và Tây Ban Nha ký trên cơ sở chung với Triều đình Huế phải được thực hiện riêng biệt, nếu không sẽ mất hết mọi thành quả có thể sinh ra từ một nền hòa bình không hậu ý.

Trong số những người Công giáo Việt Nam thân Pháp có các nhân vật nổi bật là: Trần Bá Lộc, Tôn Thọ Tường, Tạ Văn Phụng.
Tuy nhiên, có ý kiến cho rằng tỉ lệ giáo dân đi lính cho Pháp không vượt trội so với tỉ lệ người lương. Theo Vietcatholic, sau khi hạ thành Hà Nội ngày 20/11/1873, Francis Garnier "đi mộ ở các tỉnh được 14.000 thân binh, trong số đó chỉ có 2.000 Công giáo…", tức là tỉ lệ người Công giáo chỉ khoảng 1/7. Còn theo tuần báo văn nghệ TPHCM, cuộc tuyển mộ này được thực hiện bởi linh mục Trần Lục, trong 12.000 - 14.000 lính đánh thuê này thì đa số là giáo dân Công giáo.
Tháng 8 năm 1885, giám mục Puginier yêu cầu tướng Courcy phải bắt Nguyễn Văn Tường để bắt giam. Giám mục Puginier đưa ra chủ trương ổn định thuộc địa bằng cách Công giáo hoá thuộc địa: "Khi nào Bắc Kỳ biến thành một xứ Công giáo thì nó sẽ là một nước Pháp nhỏ".
Vào năm 1883, Tòa Thánh lại tách địa phận Đông Đàng Ngoài thành: Đông Đàng Ngoài (Hải Phòng) và Bắc Đàng Ngoài (Bắc Ninh) do Giám mục Colomer Lễ cai quản.
Như vậy, các giáo phận lúc này gồm: ở Đàng Trong là Tây Đàng Trong (Sài Gòn), Đông Đàng Trong (Quy Nhơn), Bắc Đàng Trong (Huế), Cao Miên (Cần Thơ). Ở Đàng Ngoài là Tây Đàng Ngoài (Hà Nội), Nam Đàng Ngoài (Vinh), Đông Đàng Ngoài (Hải Phòng), Trung Đàng Ngoài (Bùi Chu) và Bắc Đàng Ngoài (Bắc Ninh).

### Hậu kỳ cận đại (1886 – 1975)

#### Giai đoạn 1886 – 1945
Khi triều đình Huế ký Hiệp ước Giáp Thân 1884 với Pháp, công nhận sự bảo hộ của Pháp thì Công giáo Việt Nam lúc đó được tự do, công khai hoạt động. Các cơ sở tôn giáo như nhà thờ, tu viện, tòa giám mục, trường học, viện dưỡng lão, viện cô nhi... được xây dựng khắp nơi. Các giáo phận được chia nhỏ lại. Miền Bắc gồm các giáo phận: Hà Nội, Phát Diệm, Hưng Hoá, Vinh, Hải Phòng, Bùi Chu, Bắc Ninh và một Phủ doãn Tông Tòa là Lạng Sơn. Miền Nam gồm các giáo phận: Sài Gòn, Quy Nhơn, Huế, và một phần của giáo phận Nam Vang. Tổng cộng là 12 giáo phận. Năm 1925, Tòa Thánh lập Tòa khâm sứ ở Đông Dương, đặt tại Phủ Cam (Huế). Ngày 10 tháng 1 năm 1933, Giáo hoàng Piô XI ra sắc lệnh bổ nhiệm linh mục Gioan Baotixita Nguyễn Bá Tòng làm Giám mục hiệu tòa Sozopoli, giữ chức Giám mục phó với quyền kế vị giáo phận Phát Diệm. Ông là vị Giám mục người Việt Nam đầu tiên.
Giáo hội Công giáo giúp phát triển y tế và giáo dục Việt Nam thời kỳ này. Trong số các trường trung học do các sư huynh Dòng La San giảng dạy, nổi bật nhất là Taberd Sài Gòn, Puginier Hà Nội, và Pellerin Huế. Trung học Công giáo duy nhất chuẩn bị cho học sinh thi bằng tú tài Pháp (baccalauréat) là trường Thiên Hựu (Institut de la Providence) ở Huế. Tuy nhiên, trong suốt thời Pháp thuộc không có đại học Công giáo nào ở Việt Nam do chính sách bài giáo sĩ và độc quyền giáo dục bậc cao của thực dân Pháp. Nhu cầu giáo dục của người Công giáo Việt Nam thích hợp với sách lược của Tòa Thánh Vatican đề cao giáo dục hiện đại cho giáo sĩ bản xứ, nhằm đào tạo giới trẻ trong phong trào Công giáo Tiến hành và thúc đẩy vai trò của giáo dân. Hội Xuân Bích, Dòng Đa Minh Pháp, Dòng Chúa Cứu Thế Canada và các linh mục Bỉ thuộc Hội Trợ tá Truyền giáo (Société des Auxiliaires des Missions) đến Đông Dương từ thập niên 1930 góp phần mở rộng mạng lưới giáo dục Công giáo.

Trong giai đoạn này, tại Việt Nam cũng diễn ra một cuộc cải đạo quy mô lớn ở khắp các tỉnh thành, và gây ra nhiều xáo trộn trong dân chúng. Vụ việc sau đây do viên công sứ ở Vinh (Nghệ An) kể lại, trong thư đề ngày 22 tháng 4 năm 1891 gửi cho giám mục Pineau, Đại diện Tòa thánh tại vùng Nam Bắc kỳ:
| “ | “Chúng tôi từ Lương đến Yên Trạch ngày thứ ba 31 tháng 3. Rời Lương khoảng nửa giờ, chúng tôi gặp dân làng Kim Liên đợi chúng tôi trên đường, vừa khóc lóc vừa trình cho chúng tôi các lời khiếu nại chống linh mục Klingler. “Một ngôi chùa thật đẹp, được dựng lên từ hơn một thế kỷ, nằm ở ven đường, năm ngoái đã bị rào kín và từ khi đó bị biến thành đồn bót của Gia Tô giáo. Hình như một vài tín đồ Gia Tô có yêu cầu linh mục Klingler đến lập một đồn bót tại làng. Họ ép buộc những người khác trong làng phải cải đạo như họ, phải nhường ngôi chùa để làm đồn bót; đồn bót này có thể được dựng lên nơi khác nếu linh mục Klingler có một tí tôn trọng lòng sùng kính tôn giáo của những Phật tử. Hiện nay chỉ còn có bốn người trong làng theo Gia Tô giáo. Tất cả những người khác đều nói với tôi rằng họ không muốn theo, họ đã theo chỉ vì họ bị ngược đãi và bị đe dọa đuổi ra khỏi làng bởi những người đã cầu viện vị thừa sai này... “Tôi đến viếng ngôi chùa, vài phần đã bị đập phá, và tại đó tôi thấy có một cái cùm; dân làng xác nhận với tôi là họ thường bị cùm ở đó do lệnh của vị thầy giảng và của các tín đồ mới theo ở Kim Liên hay ở Bảo Nham: đó là những người đòi họ phải cải đạo, phải nhường ngôi chùa và đất của chùa, phải nộp các đồ tịch thu và lương thực. Vị thầy giảng có mặt tại chỗ và không giải thích được gì với tôi cả, chỉ một mực trả lời rằng ông ta chỉ là người thụ ủy của linh mục Klingler.” | ” |

Theo GS Cao Huy Thuần, rất đông dân làng Xuân Sơn, Yên Long, Trung Hậu, Sơn La, Văn Lâm, Lưu Sơn, Lệ Nghĩa, Bột Đa, Kiều Liên, Thọ Lão, Yên Lãng... cũng đón đợi viên Khâm sứ và đệ trình cho ông ta những khiếu nại tương tự như thế khi ông ta đi qua. Những vụ việc như vậy không phải chỉ xảy ra ở riêng một tỉnh: tỉnh nào cũng có, nhất là ở Bình Thuận, Phú Yên, Bình Định, Hà Tĩnh và Nghệ An. Giới chức thuộc địa rất lo ngại về tình trạng này cùng những hậu quả của nó đối với an ninh trong xứ, nhưng họ không dám đương đầu với Phái bộ truyền giáo vì ngại sức mạnh của Phái bộ. Theo mô tả của viên công sứ Pháp tại Kontum thì Phái bộ có “mọi phương tiện, kể cả và nhất là những phương tiện không lương thiện, để bứng đi một viên Công sứ gây trở ngại”.

#### Giai đoạn 1945 – 1954

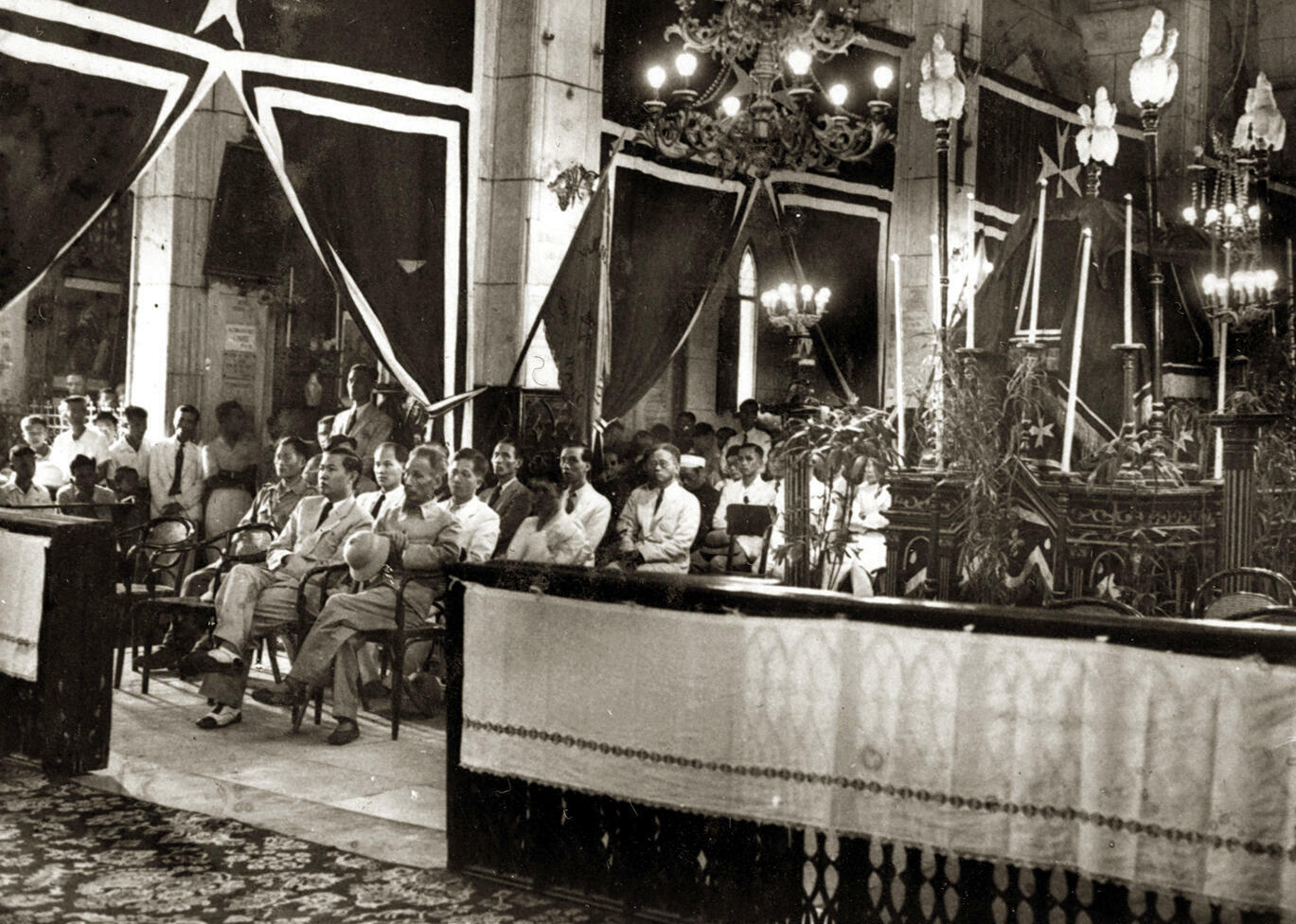
Bộ trưởng Nguyễn Mạnh Hà và Chủ tịch Hồ Chí Minh tại Nhà thờ lớn Hà Nội trong lễ cầu nguyện cho các chiến sĩ trận vong, tháng 11 năm 1945.

Người Công giáo Việt Nam tích cực ủng hộ sự độc lập của Việt Nam, đặc biệt thấy rõ khi Việt Nam Dân chủ Cộng hòa được tuyên bố thành lập vào tháng 9 năm 1945. Ngày tuyên ngôn độc lập  mùng 2 tháng 9 khi đó trùng vào ngày lễ kính các đấng tử đạo Việt Nam. Trong chính quyền Việt Nam có những nhân vật Công giáo nổi bật như Nguyễn Mạnh Hà, Ngô Tử Hạ, Vũ Đình Tụng. Người Công giáo Việt Nam chống lại việc thực dân Pháp quay trở lại Đông Dương, và họ trở nên dấn sâu vào phong trào độc lập dân tộc. Chính quyền Việt Nam cử lãnh đạo cấp cao tới dự lễ tấn phong Giám mục Tađêô Lê Hữu Từ và lễ thành lập Liên đoàn Công giáo tại Phát Diệm. Là người quyết liệt chống Pháp, Giám mục Lê Hữu Từ nhận lời mời của Chủ tịch Hồ Chí Minh làm cố vấn tối cao của chính phủ.
Trong giai đoạn ban đầu này, tiếp xúc giữa Công giáo và cộng sản tại miền Bắc diễn ra trực tiếp và ở cấp cao nhất, còn tại miền Nam, nơi sớm bị Pháp tái chiếm, các cuộc liên lạc này ít chính thức hơn. Phong trào kháng Pháp của người Công giáo ở Nam Bộ cũng diễn ra sôi nổi, nhiều người trong số đó ủng hộ Việt Minh như bác sĩ Nguyễn Tấn Gi Trọng, luật sư Thái Văn Lung, luật sư Nguyễn Thành Vĩnh.
Nhiều giáo sĩ Công giáo Việt Nam đề cao tinh thần dân tộc, chống thực dân đồng thời cố gắng giữ người Công giáo khỏi bị cuốn vào cuộc chiến giữa thực dân Pháp và Việt Nam Dân chủ Cộng hòa. Hai địa phận Phát Diệm và Bùi Chu được vũ trang thành khu tự vệ Công giáo. Trong suốt cuối thập niên 1940, khu vực này giữ được sự độc lập khỏi cả thực dân Pháp và Việt Minh. Nhiều người dân lương, giáo đã kéo về đây để tránh tình hình chiến sự căng thẳng.
Trong suốt Chiến tranh Đông Dương, Tòa Thánh Vatican không sẵn lòng ủng hộ thực dân Pháp lôi kéo người Công giáo Việt Nam. Vấn đề là phong trào dân tộc ở Việt Nam lại do Đảng cộng sản lãnh đạo. Vatican cho rằng thức hệ cộng sản với chủ trương nhà nước vô thần muốn loại bỏ các tôn giáo. Tháng 6 năm 1948, Vatican nhận định rằng người cộng sản Việt Nam "từng chút một" bộc lộ bản chất không phải là những người yêu nước mà là một đảng chống tôn giáo sẽ tiến hành việc "bách hại có hệ thống" người Công giáo Việt Nam. Ngày 1 tháng 7 năm 1949, khi Đảng cộng sản đang dần kiểm soát toàn bộ Trung Quốc, Giáo hoàng Piô XII ra sắc lệnh cấm tín hữu Công giáo khắp thế giới cộng tác với phong trào cộng sản.
Từ năm 1950, cả thực dân Pháp và Việt Nam Dân chủ Cộng hòa đều muốn kiểm soát khu tự trị Phát Diệm–Bùi Chu, Việt Nam Dân chủ Cộng hòa trở nên gắn bó với khối cộng sản quốc tế, trong khi Vatican thì lên án mọi sự cộng tác với cộng sản, còn Quốc gia Việt Nam phi cộng sản được Hoa Kỳ hậu thuẫn đang trỗi dậy, dẫn đến việc các giáo sĩ Việt Nam nghiêng về phía chống cộng nhưng không từ bỏ chủ nghĩa dân tộc và chống thực dân. Năm 1951 tại Hà Nội, các đấng bản quyền Đông Dương  ra thư chung thể hiện lập trường chống cộng sản gay gắt: "Chẳng những không được nhập đảng cộng sản, mà lại anh em không thể cộng tác bất kỳ dưới hình thức nào có thể giúp đỡ họ nắm chính quyền." Lá thư thôi thúc lòng yêu nước và đức bác ái: "Lòng ái quốc là tình yêu tổ quốc, là yêu quê cha đất tổ … chúng tôi khích lệ và vun trồng nó như các nhân đức Kitô giáo khác … Bác ái là nhịn nhục, chịu đựng, tha thứ và thành thực muốn làm sự lành cho người khác." Thư chung năm 1952 đề cao lòng yêu mến nền văn hóa dân tộc, và thư chung năm 1953 chỉ ra những nguyên tắc cụ thể về hoạt động thuộc phạm vi quốc gia hay thế tục.
Từ năm 1951, thực dân Pháp kiểm soát về mặt hành chính và quân sự đối với khu Phát Diệm–Bùi Chu, chấm dứt sự tự trị của nơi này. Thái độ chính trị hoặc trung lập chính trị của người Công giáo Việt Nam cho thấy sự đa dạng: họ không phải là một khối đồng nhất. Đông đảo hơn cả là những giáo hữu theo đường lối của các giám mục, thiểu số là những người ủng hộ Bảo Đại, hoặc là theo Việt Minh. Tại Địa phận Hà Nội, Giám mục Giuse Maria Trịnh Như Khuê xử lý quân bình trước cả hai phía. Ông cũng xác nhận linh mục Phêrô Phạm Bá Trực cho tới cuối đời không bị Giáo hội phạt vạ. Theo trang VietCatholic ở hải ngoại, các nghiên cứu gần đây cho thấy Tòa Thánh và giới Công giáo Việt Nam không cộng tác với thực dân Pháp như thường được tuyên truyền.

#### Giai đoạn 1954 – 1975
Từ 1954, theo Hiệp định Geneve, Việt Nam tạm thời chia thành hai vùng tập kết quân đội: miền Bắc với chính thể Việt Nam Dân chủ Cộng hòa và miền Nam với chính thể Quốc gia Việt Nam. Người dân ở Bắc hay Nam vĩ tuyến 17 sẽ được phép di chuyển qua đường phân ranh tạm thời trong thời hạn 300 ngày.
Theo số liệu của Phủ Tổng ủy Di cư Tị nạn của Việt Nam Cộng hòa, vào cuối giai đoạn di cư chính thức (20 tháng 7, 1955), có hơn 810 ngàn người di cư vào Nam (trong đó có 154,4 ngàn binh lính cùng gia đình họ hồi hương). Theo báo cáo của chính quyền miền Nam, tháng 10 năm 1955, có hơn 676 ngàn người Công giáo di cư vào Nam (chiếm 76,3% tổng số người Bắc di cư). Theo Buttingger, tính đến đầu năm 1956, có 927.000 người di cư vào Nam, trong đó có 794.000 người Công giáo (chiếm 85,6%). Cuộc di cư 1954 này đã thay đổi một cách triệt để tỷ lệ người Công giáo ở miền Bắc và miền Nam. Trước đó, người Công giáo chiếm khoảng 10% dân số ở miền Bắc và chỉ chiếm 5% dân số ở miền Nam; sau năm 1954, các con số này đã đảo ngược. Hệ quả là Công giáo ở Miền Bắc bị xáo trộn, còn Công giáo ở Miền Nam bị thay đổi cấu trúc. Lúc này, giáo phận Cần Thơ được thành lập, tách ra từ giáo phận Nam Vang; giáo phận Nha Trang được thành lập, tách ra từ giáo phận Quy Nhơn.
Năm 1957, giáo hội Việt Nam (Miền Nam) yêu cầu các linh mục Dòng Tên trở lại. Ngày 13 tháng 9 năm 1958 những linh mục dòng Tên nhận trách nhiệm điều khiển Giáo hoàng Học viện Piô X Đà Lạt, đồng thời khuếch trương nhiều hoạt động khác nhau trong lãnh vực văn hóa xã hội ở Miền Nam Việt Nam. Đặc biệt, họ lập ra cả kênh Truyền hình Đắc Lộ với mục tiêu giáo dục cho nhân dân, thay vì truyền giáo.
Ngày 24 tháng 11 năm 1960, qua Tông Hiến Venerabilium Nostrorum, Giáo hoàng Gioan XXIII thiết lập Hàng Giáo phẩm Công giáo Việt Nam, chính thức thành lập các giáo phận chính tòa, thuộc 3 giáo tỉnh là Hà Nội, Huế và Sài Gòn. Ngày 22 tháng 8 năm 1961, Thánh địa La Vang được tôn phong là Vương cung thánh đường. Một năm sau, ngày 13 tháng 11 năm 1962, Nhà thờ Đức Bà Sài Gòn cũng được Tòa Thánh tôn phong lên hàng Vương cung thánh đường.
Các giám mục Việt Nam cũng đi dự Công đồng Vatican II, các nghị phụ gồm có: Tống giám mục chính tòa Tổng giáo phận Sài Gòn Phaolô Nguyễn Văn Bình, Tổng giám mục chính tòa Tổng giáo phận Huế Phêrô Máctinô Ngô Đình Thục, Giám mục Philípphê Nguyễn Kim Điền (Giáo phận Cần Thơ), Giám mục Micae Nguyễn Khắc Ngữ (Giáo phận Long Xuyên), Giám mục chính tòa Giáo phận Mỹ Tho Giuse Trần Văn Thiện, Giám mục Đa Minh Hoàng Văn Đoàn (sau đó là Giám mục Giáo phận Qui Nhơn), Giám mục Giáo phận Đà Nẵng Phêrô Maria Phạm Ngọc Chi và hai giám mục chính tòa ngoại quốc ở Việt Nam là Giám mục Paul Seitz Kim (Giáo phận Kon Tum) và Marcel Piquet Lợi (Giáo phận Nha Trang).
Ngày 18 tháng 3 năm 1967, tức 291 năm sau (1676-1967), linh mục Aniceto Fernandez - bề trên Tổng quyền Dòng Anh Em Giảng Thuyết tuyên bố là đã tới thời điểm tách dòng ở Việt Nam ra khỏi sự phụ thuộc dòng ở Philippines, để thành lập Tỉnh dòng Anh Em Giảng Thuyết riêng với danh hiệu Tỉnh dòng Nữ vương Các Thánh Tử đạo Việt Nam.

##### Miền Bắc
Theo tài liệu của Ban Tôn giáo chính phủ Việt Nam, sau cuộc di cư 1954, số linh mục còn lại tại miền Bắc chừng 28%, giáo dân chừng 60%, có những giáo phận như Thái Bình, Bùi Chu, Bắc Ninh, Phát Diệm, Hải Phòng... số người Công giáo di cư vào miền Nam khá đông. Theo tài liệu của Cao ủy Liên Hợp Quốc về người tị nạn, số lượng giáo dân di cư vào miền Nam lên đến 800.000 người, chiếm khoảng 2/3 tổng số giáo dân miền Bắc. Sau khi giám mục Đa Minh Hoàng Văn Đoàn phải đi Hong Kong chữa bệnh, cả miền Bắc chỉ còn lại hai giám mục Việt Nam là Giuse Maria Trịnh Như Khuê của Hà Nội và Gioan Baotixita Trần Hữu Đức của Vinh. Các hoạt động chủ yếu của người Công giáo miền Bắc là giữ đạo thay vì truyền giáo bởi vì thiếu người lãnh đạo, cộng với chính sách kiềm chế tôn giáo, đặc biệt là đạo Công giáo của chính quyền Việt Nam Dân chủ Cộng hòa. Tất cả các chủng viện, trường học và hầu hết các tu viện Công giáo đều bị nhà nước tịch thu. Một số linh mục và chức sắc của xứ đạo bị bắt, đi tù trong chính sách cải cách ruộng đất (1955-1956). Ngoại trừ Dòng Chúa Cứu Thế và Dòng Thánh Phaolô còn lại ở miền Bắc, các dòng tu khác đều rút lui vào miền Nam. Vì nhu cầu cần có thêm linh mục nên nhiều Giám mục đã phải truyền chức "chui" (lén chính quyền) cho một số người làm linh mục.

##### Miền Nam
Suốt nền Đệ Nhất Cộng hòa Việt Nam, Tổng thống Ngô Đình Diệm - một người Công giáo sùng đạo - đã có những chính sách tạo điều kiện cho Giáo hội Công giáo dấn thân phục vụ xã hội cách rộng rãi. Tháng 5 năm 1963 xảy ra biến cố Phật giáo khiến sau đó chính quyền Ngô Đình Diệm bị lật đổ và anh em ông bị ám sát vào ngày 2 tháng 11 cùng năm. Cuối năm 1959, Tòa Thánh cho thành lập Tòa Khâm sứ mới tại miền Nam Việt Nam, đặt tại thủ đô Sài Gòn. Giáo hội điều hành nhiều cơ sở giáo dục như Viện Đại học Đà Lạt, Viện Đại học Minh Đức, Trường Trung học Nguyễn Bá Tòng, Trường Trung học Hồ Ngọc Cẩn, hệ thống các trường của Dòng La San như Trường Trung học La San Taberd Sài Gòn và Trường d'Adran Đà Lạt. Ngày 23 tháng 4 năm 1975, Giám mục Phanxicô Xaviê Nguyễn Văn Thuận của Giáo phận Nha Trang được Tòa Thánh bổ nhiệm làm Tổng Giám mục hiệu tòa Vadesi, Tổng Giám mục phó của Tổng giáo phận Sài Gòn với quyền kế vị. Ông là cháu ruột của cựu Tổng thống Ngô Đình Diệm.

### Từ 1975 đến nay
Từ năm 1975-1990
Chính phủ Cộng hòa Miền Nam Việt Nam (Chính phủ Lâm thời Cộng hoà Miền Nam Việt Nam) kiểm soát được miền Nam Việt Nam từ sau Sự kiện 30 tháng 4 năm 1975. Sau biến cố, một số Giám mục Công giáo, nổi bật là hai Tổng giám mục Tổng giáo phận Sài Gòn Phaolô Nguyễn Văn Bình và Tổng giáo phận Huế Philípphê Nguyễn Kim Điền kêu gọi giáo dân bình tĩnh và chấp nhận chế độ chính trị mới. Theo Tiến sĩ Đỗ Quang Hưng, có 130.000 tín đồ Công giáo đã di tản khỏi Việt Nam sau biến cố. Ít tháng sau biến cố năm 1975, chính quyền yêu cầu Tổng giám mục, Khâm sứ Tòa Thánh Henri Lemaître phải rời khỏi Việt Nam, và đưa tân Tổng giám mục phó Sài Gòn Phanxicô Xaviê Nguyễn Văn Thuận đi quản thúc tại Nha Trang. Các trường học, bệnh viện Công giáo phải đóng cửa, các sinh hoạt tôn giáo trở gặp khó khăn: việc truyền chức, bổ nhiệm và thuyên chuyển các giáo sĩ, kiểm soát phụng tự Công giáo. Chính quyền và giáo hội có nhiều xung đột công khai: vụ án nhà thờ Vinh Sơn (1976), vụ việc Dòng Đồng Công, vụ Đắc Lộ (1981),... Đối với các giáo sĩ, cũng có những xung đột: hai bài phát biểu năm 1977 của Tổng giám mục Điền, khoảng 200-300 linh mục phải đi học tập cải tạo. Giáo hoàng Học viện Thánh Piô X Đà Lạt, cơ sở đào tạo chính thức của Hội đồng Giám mục Việt Nam (tại miền Nam) bị chiếm dụng.
Trong thập niên 1980, một số giám mục phản đối công khai việc thành lập Ủy ban Đoàn kết Công giáo Việt Nam. Kể từ năm 1986, khi các chủng viện mở lại, việc tuyển sinh, ban đào tạo và nội dung giảng dạy đều bị kiểm soát. Hội đồng Giám mục Việt Nam được cải tổ vào năm 1980, trở thành hội đồng giám mục toàn quốc, và tiếng nói chính thức của Giáo hội Công giáo tại Việt Nam. Ngày 19 tháng 6 năm 1988, Giáo hoàng Gioan Phaolô II đã chính thức phong thánh cho 117 vị tu sĩ và giáo dân Công giáo Việt Nam. Chính quyền Việt Nam phản đối, cho rằng vụ việc có động cơ chính trị, trong khi quan điểm của Giáo hội Công giáo động cơ tuyên thánh thuần túy tôn giáo. Các giám mục Việt Nam, trong thập niên 1980 vẫn được tham dự các Thượng Hội đồng Giám mục, và các chuyến viếng thăm Ad Limina.
Từ năm 1990-2010
Các thương thuyết giữa phái đoàn Tòa Thánh và chính quyền Việt Nam, có qui cách gần như là thường niên từ năm 1990 đã giúp Giáo hội Công giáo có nhiều giám mục mới được cả hai bên công nhận. Vụ việc bổ nhiệm tân tổng giám mục Tổng giáo phận Thành phố Hồ Chí Minh (đã đổi tên từ Sài Gòn năm 1976) gặp nhiều khó khăn, trong khi các nhân sự giải quyết tình trạng thiếu giám mục cho các giáo phận dần dần được giải quyết qua thương thảo, tuy còn khó khăn ở Tổng giáo phận Hà Nội (1990, 2003, 2010). Giáo hội và Nhà nước cũng còn nhiều vấn đề còn tồn tại, đặc biệt là tranh chấp tài sản Công giáo cũ, dẫn đến xung đột. Tranh chấp tại khu đất 42 Nhà Chung dẫn đến việc hai bên thành lập Nhóm làm việc chung chính thức giữa Giáo hội và Nhà nước, trong khi Tổng giám mục Giuse Ngô Quang Kiệt rời khỏi Hà Nội. 
Nhân dịp kỷ niệm 350 năm thành lập hai Địa phận Tông toà Đàng Ngoài, Đàng Trong và 50 năm thành lập Hàng Giáo phẩm Việt Nam, Năm Thánh 2010 (từ 23 tháng 11 năm 2009 tới 6 tháng 1 năm 2011) của riêng giáo đoàn Việt Nam đã diễn ra.
Từ năm 2010-nay
Giáo hội trong giai đoạn này vẫn còn nhiều tranh chấp với Nhà nước, với một số xung đột căng thẳng trong vụ việc Formosa tại Việt Nam. Trong đại dich COVID-19, các giáo phận Công giáo đã hợp tác với chính quyền các cấp trong việc phòng tránh và hỗ trợ y tế cũng như vật tư để chữa trị các bệnh nhân.
Theo thống kê được trình báo trong chuyến thăm Ad Limina của Hội đồng Giám mục Việt Nam thì cho đến đầu năm 2018, Công giáo tại Việt Nam có 7 triệu giáo dân, với 4.000 linh mục, 4.500 giáo xứ, 22.000 tu sĩ với hơn 240 dòng tu, hơn 2400 đại chủng sinh. Giáo trình lớp Hội nhập Văn hóa Văn hóa Công giáo Việt Nam cho biết có khoảng 7 triệu người Công giáo, chiếm 7% dân số, 5.000 linh mục, hơn 5.000 đại chủng sinh và tu sinh. Theo thống kê đầu năm 2019 của Uỷ ban Tu sĩ thuộc Hội đồng Giám mục Việt Nam, tại Việt Nam hiện diện 307 dòng tu, tu đoàn, tu hội và hiệp hội với tổng số 33.087 tu sĩ, gồm 28.099 nữ tu và 4.988 nam tu sĩ bao gồm 1.670 linh mục dòng.
Theo Uỷ hội Tự Do Tôn giáo Hoa Kỳ xuất bản tháng 9 năm 2024, trong tài liệu đào tạo dành cho các quan chức Ban Tôn giáo Chính phủ xuất bản năm 2021, Vatican đã chấp thuận yêu cầu việc tuyển chọn giám mục và các giáo sĩ cấp cao phải được chính phủ phê chuẩn. Năm 2023, theo kết quả thương thảo giữa Việt Nam và Tòa Thánh, giáo sĩ đại diện Tòa Thánh từ thời điểm này mang quy cách "thường trú", được gọi là "Đại diện Tòa Thánh [thường trú]" tại Việt Nam. Tính đến năm 2025, Việt Nam có 3 Tổng giáo phận Hà Nội, Huế, Sài Gòn và 24 giáo phận. Có cả thảy trên một trăm ba mươi vị được tấn phong giám mục, trong đó có 6 vị nhận tước Hồng y. 

#### Các bổ nhiệm quan trọng của Tòa Thánh

Logo Năm Thánh 2010

Cuối tháng 5 năm 1976, Giáo hoàng Phaolô VI đã nâng Tổng Giám mục Tổng giáo phận Hà Nội Giuse Maria Trịnh Như Khuê lên chức Hồng y đẳng linh mục, trở thành vị hồng y đầu tiên của Việt Nam. Sau khi Hồng y Trịnh Như Khuê qua đời, Giáo hoàng Gioan Phaolô II phong người kế nhiệm của ông là Tổng Giám mục Giuse Maria Trịnh Văn Căn tước vị hồng y vào tháng 5 năm 1979. Năm 1994, tân Tổng giám mục Hà Nội Phaolô Giuse Phạm Đình Tụng cũng được vinh thăng tước Hồng y. Trong hai công nghị liên tiếp vào các năm 2001 và 2003, Giáo hoàng Gioan Phaolô II lần lượt phong tước Hồng y cho Tổng giám mục Nguyễn Văn Thuận Chủ tịch Thánh bộ Công lý và Hòa Bình của Vatican, và Tổng giám mục Tổng giáo phận Thành phố Hồ Chí Minh Gioan Baotixita Phạm Minh Mẫn. Tổng giám mục Phêrô Nguyễn Văn Nhơn là hồng y duy nhất của Việt Nam được phong dưới thời Giáo hoàng Phanxicô, vào năm 2015.
Năm 2011, Giáo hoàng Biển Đức XVI bổ nhiệm Tổng giám mục Leopoldo Girelli làm Đại diện không thường trực tại Việt Nam, được kế nhiệm bởi Tổng giáo mục Marek Zalewski từ tháng 5 năm 2018. Theo Ủy ban Bác ái Xã hội, việc chọn lựa giám mục ở Việt Nam sau 1975 chịu những tác động như sự can thiệp của chính quyền và áp lực phe nhóm trong giáo phận. Tháng 12 năm 2023, Tòa Thánh chính thức bổ nhiệm Tổng giám mục Zalewski làm Đại diện Thường trú, sau thương thảo của nhóm làm việc chung Tòa Thánh và Việt Nam.

#### Tổ chức
Từ hai Hạt Đại diện Tông Tòa đầu tiên được thành lập năm 1659, Giáo hội Công giáo tại Việt Nam có 7 Địa phận (Hạt Đại diện Tông Tòa) vào năm 1850, 17 địa phận vào năm 1957. Các địa phận (nay gọi là Hạt Đại diện Tông Tòa) này được nâng cấp thành giáo phận vào cuối năm 1960. Hiện nay, Giáo hôi Công giáo tại Việt Nam được phân chia thành 3 giáo tỉnh, gồm 3 tổng giáo phận và 24 giáo phận:
- Giáo tỉnh Hà Nội: gồm một tổng giáo phận và 10 giáo phận.
- Giáo tỉnh Huế: gồm một tổng giáo phận và 5 giáo phận.
- Giáo tỉnh Sài Gòn: gồm một tổng giáo phận và 9 giáo phận.

Năm 2013, theo Giám mục Gioan Maria Vũ Tất, theo kế hoạch sẽ có thêm các giáo phận mới là Hà Tuyên, Pleiku và Lào Cai.
Đứng đầu mỗi tổng giáo phận hay giáo phận là một vị Tổng giám mục hay Giám mục chính tòa do Tòa Thánh bổ nhiệm, với sự đồng thuận của Chính phủ Việt Nam. Trong trường hợp một tổng giáo phận hay giáo phận bị trống tòa, Tòa Thánh sẽ bổ nhiệm một giáo sĩ làm Giám quản Tông Tòa hoặc linh mục đoàn của giáo phận ấy bầu ra một vị linh mục giám quản. Hàng Giáo phẩm Việt Nam được thành lập năm 1960: tất cả các địa phận tông tòa được nâng lên thành giáo phận chính tòa. Hội đồng Giám mục Việt Nam là tổ chức, cơ cấu duy nhất của các vị Giám mục tại Việt Nam, với mục đích hội nghị, và đưa ra đường hướng chung cho cả Giáo hội tại Việt Nam.

#### Công giáo Việt Nam hải ngoại
Trong dòng người thuyền nhân rời Việt Nam có đông đảo người Công giáo. Ngày nay, với hơn nửa triệu người ở rải rác khắp nơi trên thế giới, Cộng đồng Công giáo Việt Nam ở hải ngoại có nhiều hình thức sinh hoạt khác nhau. Có nơi thì họ tạo thành giáo xứ Việt Nam do một linh mục Việt Nam làm quản xứ (quản nhiệm, tuyên uý); có nơi thì lập giáo đoàn Việt Nam trong một giáo xứ địa phương do linh mục Việt Nam làm phó xứ phụ trách với tính cách quản nhiệm (Hoa Kỳ) hay tuyên uý (Úc); có nơi chỉ là một cộng đoàn nhỏ bé, chưa có người phụ trách, thỉnh thoảng mới tụ họp nhau dâng thánh lễ bằng tiếng Việt. Đặc biệt, Dòng Mẹ Chúa Cứu Chuộc đã tổ chức Ngày Thánh Mẫu hằng năm, và được coi là một trong những dịp quy tụ người Việt lớn nhất hải ngoại. Tính đến tháng 6 năm 2015, có từ 9 vị xuất thân từ Việt Nam được chọn làm Giám mục phục vụ tại hải ngoại, tại Hoa Kỳ, Australia, Canada, Lào.

## Đóng góp văn hóa và trí thức của Công giáo Việt Nam
Công giáo Việt Nam diễn ra sôi nổi hoạt động trí thức và văn học ngay từ thế kỷ 17. Từ thời Lê trung hưng, Công giáo đã hội nhập vào nền văn hóa Việt Nam và người Công giáo đóng vai trò quan trọng là lực lượng xã hội đầu tiên kết nối Việt Nam với văn minh phương Tây, tại cả Đàng Trong và Đàng Ngoài. Đóng góp này càng rõ nét hơn từ nửa cuối thế kỷ 19 tại Nam Kỳ rồi tới Bắc Kỳ và Trung Kỳ. Tầng lớp trí thức Công giáo là một bộ phận hình thành giới trí thức Tây học nói chung; các giá trị văn hóa, lối sống Công giáo làm đa dạng nền văn hóa Việt Nam. Nhiều xứ, họ đạo trở thành một đơn vị hạt nhân cho việc hiện đại hóa cả về kinh tế, kỹ thuật và quan hệ xã hội.

### Chữ viết và ngôn ngữ học

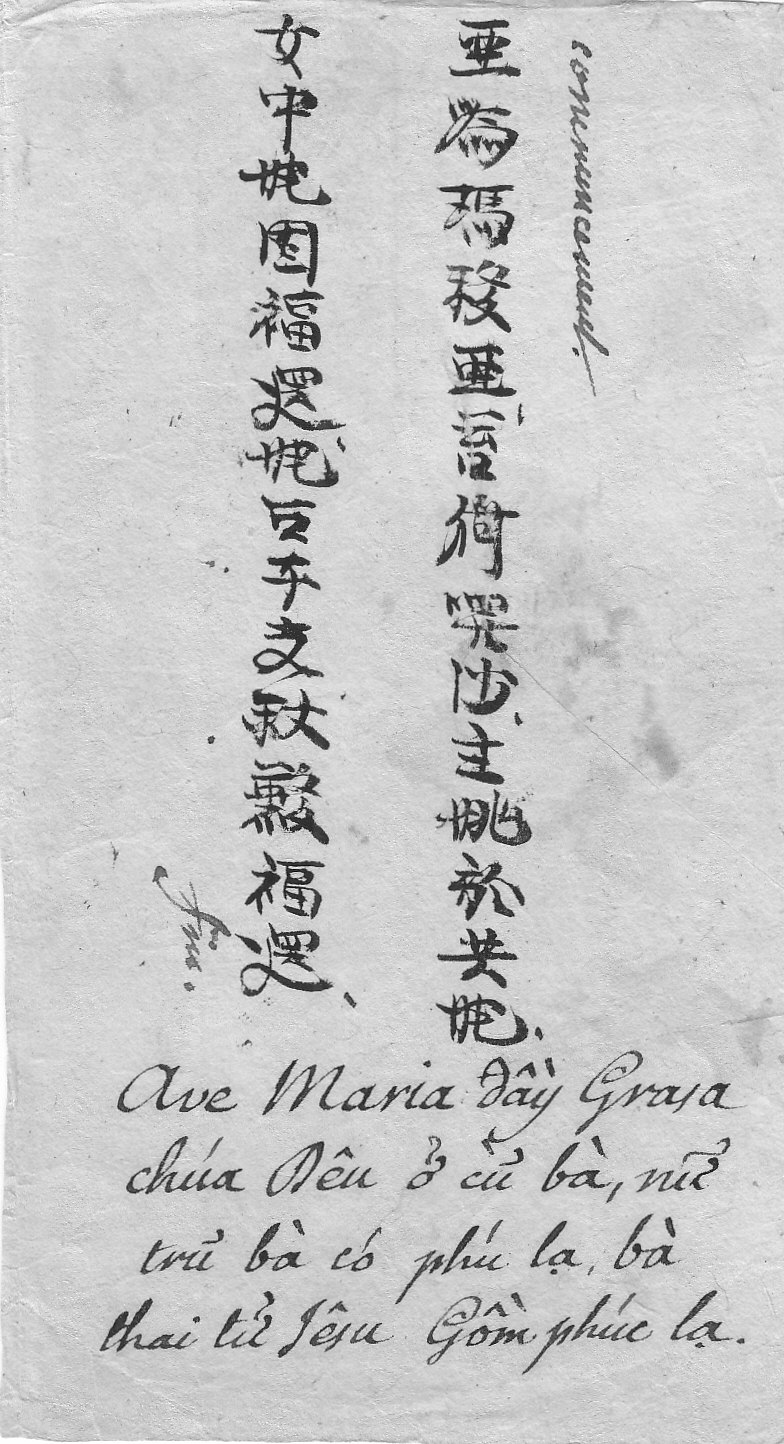
Kinh Kính Mừng bằng chữ Nôm và chữ Quốc ngữ, cuối thế kỉ 18.

Khó khăn đầu tiên đối với các thừa sai châu Âu khi đến Việt Nam là sự khác biệt về ngôn ngữ và văn tự. Bởi vậy để học tiếng Việt dễ dàng hơn, họ đã dùng bộ chữ cái Latinh bổ sung thêm các dấu phụ để ghi âm tiếng Việt – chữ này về sau được gọi là chữ Quốc ngữ. Hệ chữ này là thành quả công sức tập thể của các tu sĩ Dòng Tên Bồ Đào Nha và Ý cùng với những người Việt đã giúp họ học tiếng Việt và người Nhật với vai trò phiên dịch ban đầu.
Công lao có thể kể đến các linh mục Francesco Buzomi, Francisco de Pina, Gaspar do Amaral, Antonio Barbosa v.v. Đóng góp quan trọng trong việc điển chế hệ chữ này thời kỳ đầu thuộc về linh mục Alexandre de Rhodes xứ Avinhon, người đã dày công sưu tập, bổ sung biên soạn và năm 1651 đã cho xuất bản ở Rôma cuốn Từ điển Việt–Bồ–La cùng với ngữ pháp tiếng Việt. So với chữ Hán và chữ Nôm, chữ Quốc ngữ có ưu điểm lớn là rất dễ học. Nó có khả năng biểu thị chính xác bất kỳ âm thanh nào của tiếng Việt, cấu tạo lại đơn giản, dễ học, dễ nhớ, người Việt chỉ cần học ba tháng là đã có thể sử dụng được. Từ cuối thế kỉ 19, chữ Quốc ngữ dần được phổ biến, có vai trò to lớn trong sự phát triển văn hoá Việt Nam thời hiện đại.
Giáo hội Công giáo cũng là định chế bảo tồn và phát huy chữ Nôm. Khi các nhà truyền giáo đến Việt Nam, Hán–Nôm là hai hệ chữ viết đang được sử dụng. Tuy chữ Nôm khó học và chưa ổn định nhưng các giáo sĩ vẫn dùng chữ Nôm truyền bá Phúc Âm để tiếp xúc được với quần chúng, lại coi trọng và làm phong phú hệ chữ này chứ không xem nó là "mách qué" như những người chỉ độc tôn chữ Hán. Các sách vở chữ Nôm được đọc trong thánh đường, trong họ đạo và gia đình hằng ngày. Cho tới cuối thế kỉ 19, chữ Nôm là hệ chữ viết chính trong văn hiến Công giáo Việt Nam. Giáo hội Công giáo vẫn còn xuất bản sách vở chữ Nôm, và cho ra đời bia ký, đại tự Hán Nôm cho đến giữa thế kỷ 20. Giáo sĩ Girolamo Maiorica đã để lại một lượng đồ sộ trước tác chữ Nôm, đây là kho tư liệu vô giá về ngôn ngữ học tiếng Việt. Kinh sách Kitô giáo bằng chữ Hán cũng được coi trọng bởi đây là ngôn ngữ gắn liền với học thức và sự linh thiêng. Kinh nguyện giỗ Phục dĩ chí tôn của thầy giảng Phan-chi-cô là một kiệt tác Hán văn. Các thư tịch Hán Nôm Công giáo khá phong phú về thể loại và hình thức, tuy nhiều trong số đó hiện nay đã thất truyền. Tự vị Taberd là một tài liệu quan trọng trong lịch sử nền quốc học Việt Nam.

### Kỹ thuật in ấn và báo chí
Cùng với việc truyền bá đạo Công giáo, các giáo sĩ đã du nhập vào Việt Nam rất nhiều thành tựu của kỹ thuật hiện đại phương Tây. Trong đó, một ngành công nghệ có tầm quan trọng đặc biệt đối với sự phát triển của văn hoá Việt Nam được các giáo sĩ thừa sai đưa vào nước này khá sớm: đó là ngành in ấn. Sự du nhập công nghệ in hiện đại đã góp phần làm thay đổi diện mạo văn hoá Việt Nam bản địa những năm đầu thế kỷ XIX, đặc biệt trên lĩnh vực báo chí. Trước khi kỹ thuật in chữ rời được các Thừa sai Công giáo du nhập, ở Việt Nam phổ biến là kỹ thuật in ván khắc. Thời Giám mục Retord (1840 – 1858), một nhà in được lập ở Vĩnh Trị năm 1855 do Thừa sai Theurel trông nom, chủ yếu là in các sách giáo lý bằng chữ Hán, chữ Nôm, chữ Latinh và chữ Quốc ngữ. Nhà in này vừa áp dụng công nghệ in khắc gỗ để in chữ Hán, chữ Nôm đồng thời kết hợp với in chữ rời để in chữ Latinh và chữ Quốc ngữ. Công nghệ in chữ rời có thể được coi là công nghệ in tiên tiến nhất ở Việt Nam lúc bấy giờ. Vào những năm 60 của thế kỷ XIX, một xưởng in khác nữa cũng được thành lập ở giáo phận Đông Nam Kỳ, in các sách chữ Hán, chữ Nôm, chữ Latinh và chữ Quốc ngữ.
Mặc dù các xưởng in đó lúc đầu chỉ phục vụ cho Giáo hội, nhưng sự du nhập kỹ thuật in tiên tiến của phương Tây vào Việt Nam đã là tiền đề vật chất quan trọng cho sự phát triển của văn hoá bản địa sau này, mà trước hết là sự phát triển của báo chí – một lĩnh vực của văn hoá được du nhập từ phương Tây vào nước ta. Thế kỷ XX chứng kiến sự phát triển rầm rộ của báo chí Việt Nam, điều đó là do sự phát triển của công nghệ in và việc phổ cập chữ Quốc ngữ. Trong buổi đầu phát triển của nền báo chí Việt Nam, sự đóng góp của báo chí Công giáo là không nhỏ. Tờ báo Công giáo đầu tiên là tờ Nam Kỳ địa phận ra ngày 26 tháng 11 năm 1908 ở Sài Gòn. Tiếp đến là các tờ: Thánh thể (1919) (ở địa phận Phát Diệm – Ninh Bình), Thánh giáo tuần báo Bắc Kỳ (1920 – 1923), Trung Hoà nhật báo ở Hà Nội (1924 – 1943), Công giáo Tiến hành (1936 – 1938), Công giáo Đồng Thinh (1927 – 1937)…
Ngay từ khi ra đời, báo chí Công giáo đã sớm tiếp cận được cách trình bày, minh hoạ, cập nhật thông tin của báo chí phương Tây. Việc sử dụng chữ Quốc ngữ của báo chí Công giáo góp phần phát triển tiếng Việt. Hơn nữa, báo chí Công giáo còn là kho tư liệu về lịch sử tôn giáo, về tình hình chính trị, kinh tế, xã hội Việt Nam thời cận đại.

### Khoa học và y khoa
Trong số những nhà truyền giáo buổi đầu ở Việt Nam, không ít người, nhất là các tu sĩ Dòng Tên – một dòng tu nổi bật về nghiên cứu khoa học, được đào tạo bài bản trong các dòng tu, học viện phương Tây nên họ cũng là những nhà khoa học tinh thông nhiều lĩnh vực. Họ đã góp công đưa nền khoa học phương Tây tiếp cận đến Việt Nam. Năm 1626, giáo sĩ Giuliano Baldinotti người Ý được vời về phủ chúa ở Thăng Long để giảng về thiên văn học, địa lý và toán học. Alexandre de Rhodes năm 1627 đã mang biếu chúa Trịnh Tráng chiếc đồng hồ chạy bằng bánh xe và cuốn Kỷ hà nguyên bản của nhà toán học Euclid. Các giáo sĩ khác như Da Coxta, Langerloi đã mang vào Đàng Trong phương pháp chữa bệnh theo lối Tây y nên được chúa cho mở nhà thương (bệnh viện). Tại Thăng Long - Kẻ Chợ, khi giáo sĩ Đắc Lộ truyền giáo đến đây cũng đã thiết lập một nhà thương chữa bệnh cho người nghèo ở Cầu Dền. Đây là những cơ sở từ thiện và chữa bệnh theo lối Tây y sớm nhất ở Việt Nam. Một số giáo sĩ cũng phổ biến kỹ thuật dệt vải mịn và khổ rộng bằng khung dệt mang từ nước ngoài vào để sản xuất tại Dòng Mến Thánh Giá Di Loan (Quảng Trị) và sản phẩm đã được trưng bày tại Hội chợ Triển lãm Paris năm 1867. Người ta cũng ghi nhận chính các giáo sĩ đã đưa giống cừu vào Phan Rang để nuôi và linh mục Henry cũng là người đầu tiên đưa cây phi lao về trồng ở xứ Hà Úc (Huế).

### Đời sống văn hóa

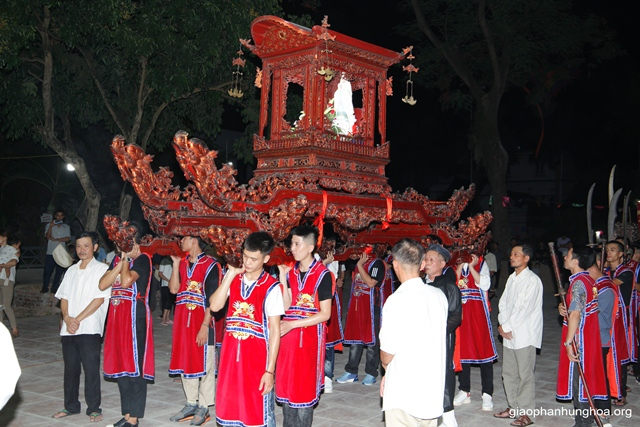
Rước kiệu Công giáo theo lối truyền thống Việt Nam

Công giáo hội nhập sâu sắc vào văn hóa Việt Nam với những biểu hiện phong phú như đọc kinh, vãn hát, múa dâng hoa, nghi thức tế, diễn xướng Tuần Thánh, lễ hội, rước kiệu v.v. Nếp sống của người Công giáo Việt Nam được hình thành trên cơ sở của nếp sống cổ truyền Việt Nam kết hợp hài hòa với văn hóa phương Tây. Văn hóa làng Công giáo độc đáo với việc đan xen những lễ nghi, tục lệ của làng Việt nói chung với nghi lễ của Công giáo. Giữ gìn luân thường đạo lý, bảo tồn phong hóa là một nội dung quan trọng trong đời sống đạo phong phú của người Công giáo Việt Nam.

## Quan hệ giữa Giáo hội và Nhà nước Cộng hòa Xã hội Chủ nghĩa Việt Nam

### Quan hệ giữa Tòa thánh và chính quyền
Quan hệ Tòa Thánh và chính quyền Việt Nam bắt đầu được nối lại bằng những cuộc tiếp xúc trực tiếp từ năm 1990, sau khi Việt Nam bước vào giai đoạn mở cửa. Năm 1994, Campuchia và Tòa Thánh thiết lập quan hệ ngoại giao và vị Sứ thần tại Campuchia vẫn đảm nhận liên lạc với Việt Nam.
Ngày 5 tháng 3 năm 2000, Giáo hoàng Gioan Phaolô II đã tôn phong thầy giảng Anrê Phú Yên lên bậc Chân phước. Chính quyền Việt Nam không phản ứng như đợt phong trước, một biểu hiện sự ấm dần lên trong quan hệ giữa Giáo hội và chính quyền. Có ý kiến cho rằng chính quyền Việt Nam không tìm cách loại trừ mà muốn "quản lý" Giáo hội Công giáo ở Việt Nam.
Tuy trong thời gian gần đây, một số người công giáo tại Việt Nam tham gia các lực lượng đối lập với chính quyền nước Cộng hòa Xã hội Chủ nghĩa Việt Nam nên bị chính quyền theo dõi hoạt động, có trường hợp bị quản thúc hoặc bắt giam, nhưng chính quyền Việt Nam cũng cố gắng xây dựng một số động thái làm "tan băng" trong quan hệ với Tòa Thánh.
Đầu năm 2007, Thủ tướng Việt Nam Nguyễn Tấn Dũng đã viếng thăm Vatican, hội kiến Giáo hoàng Biển Đức XVI và Thủ tướng Vatican, Hồng y Tarcisio Bertone. Đây là vị thủ tướng đầu tiên của Việt Nam đến Vatican hội kiến Giáo hoàng, kể từ sau năm 1975. Giáo hoàng Biển Đức XVI đã ra sắc lệnh tôn phong hai nhà thờ ở Việt Nam lên hàng vương cung thánh đường là Phú Nhai (ngày 12 tháng 8 năm 2008) và Sở Kiện (ngày 24 tháng 6 năm 2010). Như vậy, Việt Nam hiện có 4 Vương cung thánh đường.
Tháng 2 năm 2009, phái đoàn của Tòa Thánh do Thứ trưởng ngoại giao - Đức ông Pietro Parolin dẫn đầu - đã đến thăm và làm việc tại Hà Nội, cả hai bên đã quyết định thành lập các "Nhóm Công tác hỗn hợp Việt Nam - Vatican" để thảo luận vấn đề về quan hệ ngoại giao. Ngày 11 tháng 12 năm 2009, nhân chuyến công du Italia, Chủ tịch nước Nguyễn Minh Triết cũng đã có cuộc hội kiến với Giáo hoàng Biển Đức XVI và Hồng y Tarcisio Bertone. Ông là vị nguyên thủ quốc gia đầu tiên của chính phủ Việt Nam hội kiến Giáo hoàng.
Ngày 22 tháng 1 năm 2013, ông Nguyễn Phú Trọng - tổng bí thư Đảng Cộng sản Việt Nam đến thăm Vatican và có cuộc hội kiến Giáo hoàng Biển Đức XVI. Giới quan sát nhận định, đây là điều ít khi xảy ra, vì Giáo hoàng thông thường chỉ tiếp các nguyên thủ quốc gia, các thủ tướng hoặc các lãnh đạo chính trị tiếng tăm thế giới, ít khi tiếp một lãnh đạo chính đảng.
Ngày 18 tháng 10 năm 2014, ông Nguyễn Tấn Dũng - thủ tướng Nước CHXHCN Việt Nam đến thăm Vatican và có cuộc hội kiến với Giáo hoàng Phanxicô.

### Nhà nước can thiệp vào sinh hoạt nội bộ tôn giáo
Khi Tòa Thánh muốn bổ nhiệm một người làm giám mục, họ phải gửi danh sách ứng viên đến Chính phủ Việt Nam. Chỉ khi chính phủ đồng ý thì người đó mới được công nhận là giám mục ở Việt Nam. Trong nhiều năm, các nhà ngoại giao hàng đầu của Vatican đến thăm Việt Nam mỗi năm để thảo luận về hoạt động của Giáo hội Công giáo và cũng để bàn bạc với giới chức Việt Nam về việc bổ nhiệm giám mục. Mặc dù Tòa Thánh luôn nhấn mạnh rằng việc bổ nhiệm giám mục phải xin phép chính phủ vốn không phải là thông lệ của họ, nhưng họ có thể tạm thời chấp nhận trong bối cảnh quan hệ hai bên đang tiến triển.
Bên cạnh đó, Nhà nước Việt Nam ủng hộ và thành lập Ủy ban Đoàn kết Công giáo Việt Nam từ các Hội Công giáo Cứu quốc và Công giáo Kháng chiến trong thời kỳ Chiến tranh Đông Dương và Chiến tranh Việt Nam, như một biện pháp đoàn kết những người công giáo yêu nước. Ủy ban Đoàn kết Công giáo độc lập với Hội đồng Giám mục, và là thành viên của Mặt trận Tổ quốc Việt Nam.

### Quan điểm của giới Công giáo về các vấn đề xã hội, chính trị
Tháng 5 năm 2012, Ủy ban Công lý và Hòa bình trực thuộc Hội đồng Giám mục Việt Nam đã đưa ra bản thông cáo "Nhận định về một số tình hình tại Việt Nam hiện nay". Theo đó, họ cho rằng nền kinh tế Việt Nam đang bộc lộ những nguy cơ nghiêm trọng, tác động trực tiếp đến cuộc sống của người dân và tương lai của đất nước. Định hướng kinh tế lấy quốc doanh làm chủ đạo đã tạo ra độc quyền và lạm quyền, làm méo mó sự vận hành cần có của nền kinh tế thị trường. Doanh nghiệp nhà nước đóng góp ít vào tăng trưởng kinh tế nhưng lại nhận nhiều đặc quyền đặc lợi, gây bất công và kìm hãm sự phát triển của khối tư nhân. Bên cạnh đó, ủy ban này còn chỉ trích Luật đất đai hiện hành của Việt Nam vừa đi ngược tự nhiên, vừa không tôn trọng Tuyên ngôn quốc tế về nhân quyền. Luật đất đai đó quy định đất đai thuộc sở hữu toàn dân, nhưng do Nhà nước quản lý đã làm cho hàng triệu người cảm thấy mất đất và chẳng có quyền tự do hành xử trên "mảnh đất ông bà tổ tiên". Trên thực tế, sở hữu toàn dân không phải là phương thức quản lý đất đai tốt nhất, còn việc Nhà nước làm chủ sở hữu đã phát sinh đặc quyền, đặc lợi của chính quyền các cấp trong việc quy hoạch và thu hồi đất cho các dự án, tước mất quyền căn bản của người dân.
Đến ngày 1 tháng 3 năm 2013, Hội đồng Giám mục Việt Nam cũng chính thức gửi thư nhận định và góp ý sửa đổi Hiến pháp cho Ủy ban Dự thảo sửa đổi Hiến pháp năm 1992. Qua lá thư này, họ chất vấn chính quyền Việt Nam về việc làm sao có thể thực hiện quyền tự do ngôn luận và tự do sáng tạo văn học, nghệ thuật khi mà tư tưởng bị đóng khung trong một chủ thuyết là chủ nghĩa Mác-Lênin và tư tưởng Hồ Chí Minh. Họ đề xuất nền tảng chủ thuyết để tổ chức và điều hành xã hội Việt Nam là truyền thống văn hóa phong phú của dân tộc chứ không phải bất kỳ một hệ ý thức nào khác. Thư này cũng cho rằng Hiến pháp Việt Nam không nên và không thể khẳng định sự lãnh đạo mặc nhiên, không thông qua bầu cử của bất kỳ đảng phái chính trị nào. Thư góp ý đề xuất nhà nước Việt Nam thực hiện mô hình quản lý theo kiểu tam quyền phân lập: lập pháp, hành pháp và tư pháp; phân biệt rõ vai trò của đảng cầm quyền và nhà nước pháp quyền. Nhìn chung, thư góp ý sửa đổi Hiến pháp này được sự ủng hộ của nhiều tín hữu và giới bất đồng chính kiến. Có ghi nhận rằng nhiều giáo xứ, tổ chức Công giáo trong và ngoài nước đã tổ chức lấy ý kiến ủng hộ cho thư góp ý đó.
Ngày 9 tháng 5 năm 2014, Tổng giám mục Phaolô Bùi Văn Đọc - thay mặt Hội đồng Giám mục Việt Nam viết thư kêu gọi nêu quan điểm về tình hình Biển Đông, cụ thể là Sự kiện giàn khoan HD-981. Trong đó, ông nói rằng những thỏa ước tôn trọng tình hữu nghị giữa hai quốc gia láng giềng, giữa hai Đảng cộng sản (Việt Nam và Trung Quốc) thực tế đã cho thấy không mang lại lợi ích cho dân nước Việt Nam, mà còn đưa đất nước vào tình trạng lâm nguy. Ông kêu gọi Chính phủ Việt Nam kiên trì đường lối ngoại giao, đối thoại để giải quyết xung đột nhưng có lập trường kiên định lấy đạo lý truyền thống dân tộc vì dân, vì nước để thực hiện đường lối chính sách với Trung Quốc.

### Các cơ sở Công giáo mà Nhà nước Việt Nam đã chuyển quyền sử dụng
Theo thống kê, vào năm 1969, Giáo hội Công giáo ở miền Nam Việt Nam đã sở hữu 226 trường trung học, 1030 trường tiểu học, cô nhi viện, 48 bệnh viện, 35 viện dưỡng lão, 8 trại phong cùi và 159 phòng phát thuốc.
Chính quyền Việt Nam kể từ sau năm 1975 đã tiến hành việc đóng cửa nhiều nhà thờ, quốc hữu hóa nhiều cơ sở của Giáo hội Công giáo trên danh nghĩa là tiếp quản, trưng thu hoặc mượn. Việc trưng dụng đất đai của chính quyền là một trong những nguyên nhân chính làm cho mối quan hệ giữa chính quyền và Giáo hội Công giáo rạn nứt. Ở miền Nam Việt Nam sau ngày 30 tháng 4 năm 1975, rất nhiều đất đai, tài sản của Giáo hội Công giáo cũng như các tôn giáo khác bị nhà nước trưng dụng vào những mục đích khác nhau. Hồng y Gioan Baotixita Phạm Minh Mẫn (nguyên Tổng Giám mục Tổng giáo phận Sài Gòn) cho biết, sau 1975 thì chỉ riêng Giáo phận Sài Gòn bị mất, nghĩa là bị chính quyền tước quyền sử dụng, 400 cơ sở; còn tòa tổng giáo phận Hà Nội nói rằng hiện có 95 cơ sở của tổng giáo phận Hà Nội nhà nước đang sử dụng.
Thời gian gần đây, việc tranh chấp đất đai và tài sản của Giáo hội là chủ đề nổi cộm trong một số vụ đụng độ giữa giáo dân Công giáo và chính quyền. Ở quy mô nhỏ và đơn lẻ, một số tổ chức thuộc Giáo hội Công giáo Việt Nam đã viết đơn xin hoặc lên tiếng đòi chính quyền trả lại những cơ sở, đất đai mà họ đã từng sở hữu để dùng vào việc sinh hoạt tôn giáo. Một vài bất đồng đã dẫn đến tranh chấp giữa họ và chính quyền. Chính quyền cũng đã trao trả lại một phần hoặc toàn bộ của một vài cơ sở, đất đai của họ trên danh nghĩa là "cấp quyền sử dụng đất" thay vì "trao trả", ví dụ như: linh địa hành hương La Vang (2008), nhưng cũng thường không giải quyết với các trường hợp khác. Chính quyền có ban hành các văn bản pháp luật có nội dung đề cập đến chính sách này như sau: "Nhà nước không xem xét lại chủ trương, chính sách và việc thực hiện các chính sách về quản lý nhà đất và chính sách cải tạo xã hội chủ nghĩa liên quan đến nhà đất đã ban hành trước ngày 1/7/1991. Nhà nước không thừa nhận việc đòi lại nhà đất mà nhà nước đã quản lý, bố trí sử dụng trong quá trình thực hiện các chính sách về quản lý nhà đất và chính sách cải tạo xã hội chủ nghĩa liên quan đến nhà đất"  để viện dẫn như một lý do chính yếu để bác các đơn đòi lại cơ sở tôn giáo của Công giáo đã bị chiếm dụng.
Tuy nhiên, cũng có ghi nhận cho thấy, chính quyền muốn cấp đất ở những nơi khác nếu Giáo hội có nhu cầu dùng, nhưng Giáo hội chỉ muốn nhận lại đất và cơ sở mà họ đã từng sở hữu.
Hiện nay, hầu hết các tổ chức tôn giáo thuộc Giáo hội Công giáo ở Việt Nam không được công nhận tư cách pháp nhân, ngoại trừ Hội đồng Giám mục Việt Nam. Tuy nhiên, khi nhà dòng muốn mua nhà thì không được vì không có tư cách pháp nhân. Một nhà dòng không thể đứng tên sở hữu nhà mà phải nhờ một người khác đứng tên. Hệ quả là thủ tục phức tạp, tốn kém và đối diện nguy cơ mất nhà.